# Histoire des mines d'or
Les mines d'or sont parmi les plus anciennes formes d'extractions métallurgiques de l'histoire humaine. Les premières mines d'or datent du troisième millénaire avant notre ère, et sont contemporaines d'une période appelée, selon une formulation désormais classique, l'âge du bronze.
L'or dont il est question ici est issu de l'extraction, c'est-à-dire, d'un processus qui implique les étapes de recherche, de creusement ou de filtration, d'affinage et de fonte. C'est un travail long et pénible, tant le métal est rare.
L'or se présente sous la forme de gisement. Une partie seulement de ces gisements permet une exploitation durable, sous forme de mines plus ou moins profondes. Cette exploitation mobilisa des millions d'individus, et cet attrait, cette dépense d'énergie, ne saurait faire abstraction des propriétés propres à ce métal, dont l'usage premier fut la parure et donc l'orfèvrerie, ce qui est encore le cas de nos jours. Sa valeur d'usage va en effet varier sensiblement au fil des siècles, faisant de l'or un moteur central de certains systèmes économiques et sociaux, jusqu'à devenir aujourd'hui essentiel au secteur hautement stratégique, celui des composants électroniques. Après 1890, l'industrialisation massive des modes d'extraction n'est pas sans affecter l'environnement et l'écosystème. Auparavant, la quête de mines d'or est le prétexte à des situations et conflits violents, comme la colonisation, et la mise en esclavage, et donne lieu à de nombreuses guerres de conquête territoriale.
Depuis 1976, l'or a cessé d'être un étalon monétaire mais continue à servir de réserve stratégique pour de nombreuses institutions financières. En 2019, la moitié de l'or extrait — ou recyclé — servait à la joaillerie et 37 % au secteur industriel de l'électronique. L'USGS estime à près de 45 000 tonnes d'or les réserves minières potentielles non encore exploitées dans le monde.

## Les mines d'or antiques

### Symbole et puissance dans le Proche-Orient ancien

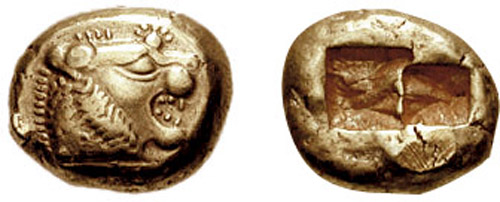
Créséide d'or lydienne.

La quête de l'or sous l'Antiquité génère des récits qui nous ont été transmis comme celui de Jason et la Toison d'or (qui mène au Caucase) ou celui des « mines du roi Salomon », évoquées dans l'Ancien Testament. Les archéologues se posent encore la question de savoir d'où venait cet or qui prend ici une dimension légendaire ? D'où venait par exemple l'or de l'Égypte antique, comme celui que l'on a retrouvé en grande quantité dans la tombe de Toutânkhamon (1 327 avant notre ère) ? À quoi servait-il ? À l'apparat ? à honorer les dieux ? au commerce ? comment était-il extrait ?
L'une des plus anciennes mines retrouvées à ce jour est située en Géorgie, à Sakdrisi (Bolnisi), identifiée en 2007 par une équipe d'archéologues allemands, cette exploitation serait liée à la culture Kouro-Araxe (entre 3 400 et 2 000 ans avant notre ère). Les plus anciens artefacts en or conservés sont originaires de la nécropole de Varna, site rattaché à la culture de Gumelnița-Kodjadermen-Karanovo (4 600 et 4 200 ans avant notre ère).
Au VIe siècle av. J.-C., les mines d'or et d'électrum du mont Tmole sont la base de la puissance de la Lydie, sa monnaie appuie l'influence internationale de ce royaume en Asie mineure et en Grèce. Les créséïdes pèsent 10,89 grammes d'or. Après Crésus, dernier roi de Lydie, l'usage des pièces d'or se répand aussi bien dans le monde hellénistique que chez les Perses achéménides. Avec les Lydiens émerge l'idée promise à une longue prospérité d'un monopole d'État de la monnaie, de l'or et donc de la production des mines d'or.

### Les multiples petites mines d'or des Gaulois

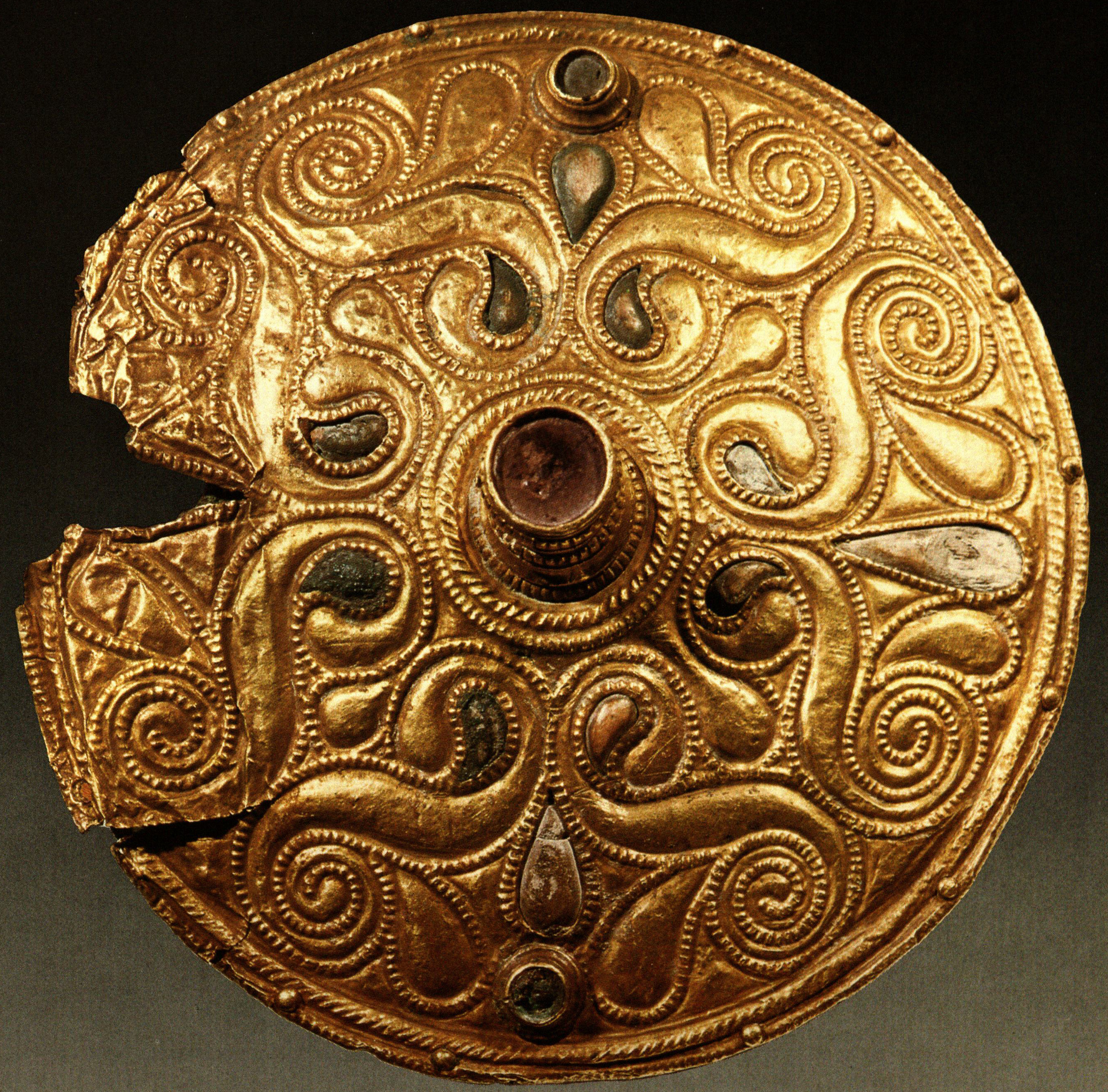
Disque celte découvert à Auvers-sur-Oise, IVe siècle avant notre ère.

Les plus récentes recherches prouvent que les Gaulois étaient des prospecteurs et des mineurs exceptionnels. De lourds chariots chargés d'or précèdent Vercingétorix, au triomphe de César à Rome, en 46 av. J.-C. Les Gaulois traquaient déjà l'or depuis plusieurs siècles dans les rivières, sur les flancs des montagnes, et ils en faisaient de somptueux bijoux pour eux et pour leurs dieux.
L'or des Celtes hante les esprits depuis l'Antiquité. Les auteurs grecs et romains mentionnent avec une stupeur mêlée d'envie la richesse en or de la Gaule, les trésors accumulés dans les sanctuaires. César est même accusé d'avoir détruit les villes gauloises dans le seul but de s'en emparer. Le chef arverne Luern jette de son char des pièces d'or et d'argent à ses compatriotes, les Gaulois allant au combat vêtus de leurs seuls bracelets et de leur fameux torque (collier) en or.
La récente prospection menée aux alentours de Cambo-les-Bains, au Pays basque, a permis d'identifier près d'une cinquantaine de sites miniers exploités selon une technique basée sur la force hydraulique : les torrents étaient détournés et retenus dans des bassins au sommet des montagnes aurifères. L'eau lâchée sur les pentes se chargeait d'alluvions aurifères, torrents de boue canalisés vers la vallée. Les particules d'or étaient piégées dans les bruyères tapissant le fond des canaux. Il suffisait de les brûler pour récupérer l'or dans les cendres.
Dans la région de Cambo-les-Bains, le Bureau de recherches géologiques et minières (BRGM) a constaté la présence d'or natif en paillettes dans le sol et de ruisseaux aurifères. D’autres régions, Ardennes, Pays de la Loire, Auvergne, Limousin, Aquitaine et Pyrénées renferment également de l'or alluvionnaire ou pris dans les roches.
En Limousin, quelque 230 mines d'or antiques ont déjà été inventoriées par la prospection aérienne, la photo-interprétation (étude de la couverture photographique aérienne au 1/10 000e, réalisée par l'Institut national de l'information géographique et forestière), les recherches dans les archives (études des ingénieurs miniers du siècle dernier et du début du XXe siècle, mentions de trouvailles) et l’étude des noms de lieux du cadastre du XIXe siècle.
En Belgique, divers sites d'orpaillage ont été identifiés en Ardenne, de même qu'une mine souterraine, le trou des Massotais.

### De l'importance des mines d'or par le contre-exemple chinois...
La relative rareté d'anciens gisements d'or en Asie orientale, ou plutôt le fait que peu d'anciennes mines d'or y ait été localisées (à l'inverse de ce qui se passe de nos jours), expliquerait la faible importance de ce métal précieux dans l'histoire politique et économique de cette région du monde. À l'or, les Chinois ont longtemps préféré l'usage de l'argent comme moyen de paiement de l'antiquité jusqu'au XXe siècle. En Chine, les États et les marchands n'ont pas fait des mines d'or une priorité contrairement à l'Europe où elles ont été l'une des « causes des grandes expansions maritimes » aussi bien mercantiles que coloniales.

### ... Et celui des peuples premiers mésoaméricains et sudaméricains
Les plus anciens objets en or émergent dans une région à cheval sur les actuels Pérou, Bolivie, Chili et Argentine, ils datent d'environ 2100 av. J.-C. Cette région est dans cette partie du monde, la plus ancienne à extraire de l'or, et non à se servir uniquement d'or natif. Conséquemment, lorsque les Espagnols envahissent ces terres au début du XVIe siècle, en partie animés par la quête de l'or, ces peuples ont une pratique métallurgique aurifère vieille de plus de trois mille ans.

## Les mines d'or médiévales, source d'une explosion commerciale

### Le Moyen Âge, du règne de l'argent-métal au retour des monnaies en or
Sous le règne de Charlemagne (768-814), les Francs annexent la Bavière en 788-794 et la Basse-Saxe en 804 après une longue guerre contre les Saxons. À sa mort en 814, ils décidèrent de privilégier l’argent pour battre monnaie, condamnant la production d’or. Ce monométalisme dura quatre siècles.

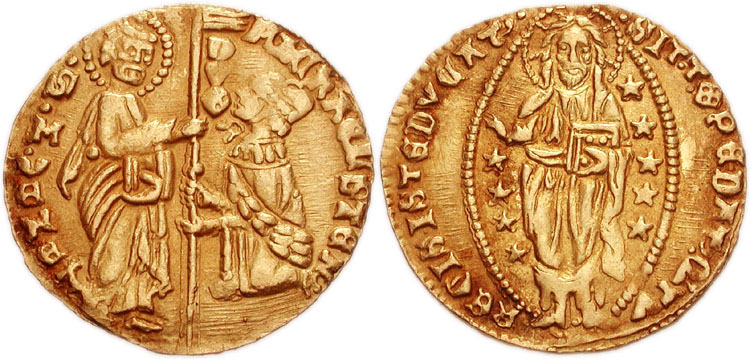
Ducat vénitien, début du XIVe siècle.

Les mineurs allemands devinrent des spécialistes des techniques minières, permettant de localiser les gisements d’argent dans toute l’Europe centrale. Ces perpétuels migrants étaient toujours prêts à quitter des districts en voie d'épuisement pour la contrée parfois lointaine où les appelle la rumeur d'un nouvel essor. L'abondance de l'or dans les trésors royaux à l'époque de Grégoire de Tours explique que l’on poursuive le monnayage d'un métal qui ne circulait plus dans la société. Les rois ne pouvaient déjà plus lever de taxes en or.
Quatre grandes cités-États marchandes d'Italie décident au XIIIe siècle de réinvestirent l'or en tant que médium monétaire, en créant chacune une pièce fabriquée dans ce métal, plus difficile à rogner. Le fiorino d'oro, principale monnaie du Moyen Âge et la première en or, est frappée pour la première fois en 1252 par la corporation des changeurs et banquiers (Arte del Cambio) de la république de Florence. La république de Gênes crée la même année le genovino d'oro, imitée par la république de Pise. La république de Venise instaure, elle, le zecchino d'oro, en 1284. Ces quatre modules font exactement le même poids, et sont de même aloi. Le fiorino (ou florin) d'or s'apprécie par rapport au florin d'argent (dit Popolino, du peuple). Le premier sert à l'investissement et à l'exportation, le second au commerce intérieur. Le florin a permis aux drapiers de Florence de capter la laine anglaise dans les années 1270. Sa pureté l'impose, car sa fabrication est dirigée par deux signori della zecca élus tous les six mois par les capitudini des arts, appartenant l'un à la corporation des changeurs l'autre à celle des lainiers, auxquels on adjoignait deux essayeurs de l'or et l'argent. Le succès du florin d'or relance la prospection des mines d'or, en particulier en Slovaquie. Mais Kremnitz fut quasiment la seule source d'or entre 1320 et 1350, à côté de l'or du Soudan qui atteignait la Méditerranée.
Le cas de Venise reste cependant à part : ses liens privilégiés avec l'Empire byzantin, lequel entretient des rapports d'échanges avec toute l'Asie jusqu'à la fin du XVe siècle, permet de comprendre l'origine d'une partie non négligeable de l'or qui circule dans la République : à l'or de Bohême et d'Afrique subsaharienne, s'ajoute celui venu des mines situées autour de la mer Noire, mais aussi en Russie. Par ailleurs, l'Empire ottoman, de par son extension, ne limite pas ses approvisionnement à la seule Afrique, alors que Venise et Byzance demeurent des partenaires commerciaux, deux portes d'accès aux marchés européens.

### La ville serbe de Novo Brdo produit en 1450 un argent à forte proportion d'or
La ville serbe de Novo Brdo est citée par Raguse pour ses minerais mixtes, associant l'or et l'argent, très recherchées à partir des années 1300, lorsque la demande d'or a commencé à augmenter. Les mines de la région de Kopaonik, de Novo Brdo, apparaissent au XIVe siècle, suivies, au nord de la Serbie, par celles de Zeleznik. En Bosnie, les archives mentionnent en 1349 le nom de la mine d'Ostruvznica. La grande peste qui a touché la population européenne entre 1347 et 1351, tuant entre 30 et 50 % des habitants du continent, pénalise ces nouvelles mines. L'impact de la maladie ne s'atténuant que progressivement, la production d'or baisse fortement. En 1450, la ville de Novo Brdo, construite sur le cône d'un ancien volcan, n’a plus vraiment de rivaux. Elle produisit cette année-là 6 tonnes par an d'un argent, contenant une forte proportion d'or.

### Les «mines du roi Salomon», en remontant le Zambèze par Sofala
En Afrique orientale, la présence d'orpaillages à l'intérieur du vaste état du Monomotapa inspira aux Européens la croyance qu'il était le site des légendaires mines du roi Salomon. Selon la Bible, le Mont Ophir, dans le pays d'Ophir, était le plus abondant en or de tous, proche à la fois des Indes et de la mer Rouge. Il a inspiré entre autres le roman Les Mines du roi Salomon de l'écrivain britannique Henry Rider Haggard paru en 1885, qui fut un best-seller. Les ruines du Grand Zimbabwe, ancienne cité d'Afrique méridionale situées à une quinzaine de kilomètres au sud de Masvingo, étaient le centre de l'empire du Monomotapa (ou Munhumutapa), qui couvrait les territoires du Zimbabwe et du Mozambique.

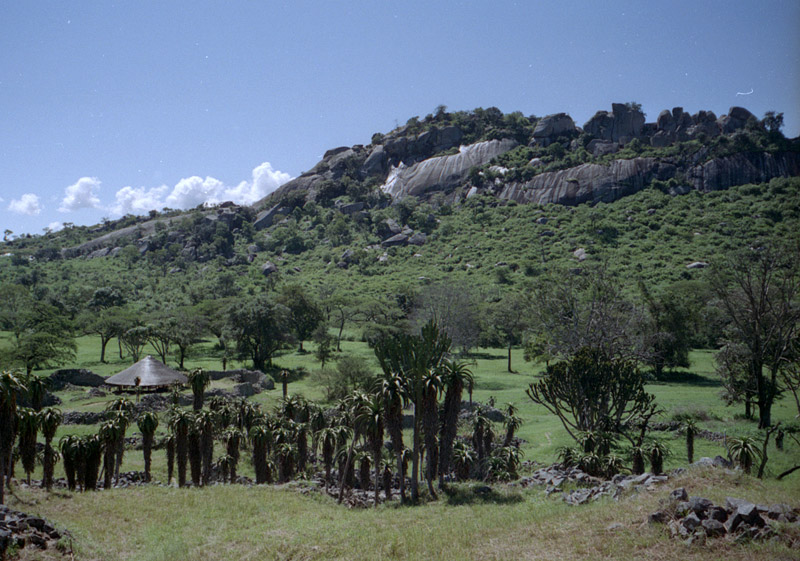
Le complexe de la colline du Grand Zimbabwe.

L'exportation du métal se faisait par le port de Sofala, à 35 km au sud de Beira, dans la province de Sofala, au sud des deltas du Zambèze. Longtemps dominée par la ville de Kilwa, située bien au nord, sur Kilwa Kisiwani (du Swahili : Kisiwa, l'île), l'une des trois îles de l’archipel de Kilwa, dans le district de Kilwa en Tanzanie, la petite agglomération devint le point de mire des colonisations arabes puis portugaises, qui s'y livrèrent une âpre concurrence.
L'historien portugais Vitorino Magalhaes Godinho fait remonter au XIIIe siècle les origines de l'expansion hispano-portugaise. Les nombreux autres centres portugais en Afrique noire (Arguim, Côte de Guinée, Côte de la Mine) prirent le relais comme débouché pour la plupart des productions africaines : or, ivoire, poivre, malaguete, esclaves. Le plus énorme monopole connu, couvrant toute la Guinée (excepté Arguim) fut concédé en 1469 pour cinq ans à un bourgeois de Lisbonne, contre 200 000 réaux par an et l'exploration annuelle de 100 lieues de côtes. L'or n'arrivait à la côte que contre des marchandises, les grains de Mélinde et les cotonnades de l'Inde. Ensuite, les marchands arabes reprennent le contrôle à Kilwa et Zanzibar. Mais en 1561, un missionnaire portugais convainc le roi de se faire baptiser. Les Arabes présents à sa cour, soucieux de conserver leur influence, obtiennent son exécution. Une expédition punitive d'un millier de portugais quitte Lisbonne en 1569, mais succombe à la malaria en remontant le Zambèze. En 1607, les portugais obtiennent la concession de l'ensemble des mines d'or du Monomotapa, en échange de leur soutien militaire contre les vassaux du roi. Mais malgré l'organisation de la Casa da Guiné, ils ne retrouvent pas les quantités d'or que les Arabes avaient réussi à faire remonter par le biais du commerce et qui furent évaluées à 5,5 à 8,5 tonnes d'or.

### Les Almoravides contrôlent les flux à travers le Sahara
L'or du Soudan provient de territoires très larges, allant jusqu'au Mali et au Ghana. La production aurait représenté, sur longue période, un total de 3,5 tonnes par an, selon le professeur d'histoire africaine Raymond Mauny. Dès 728, les Arabes fondèrent la ville de Sijilmassa, qui devint un centre important de commerce de l'or soudanais avec le nord. En 734, Abou Oubaid al-Fakhri ramène du Soudan un butin en or. Des écrivains arabes des Xe, XIe et XIIe siècles, Ibn Haouqal, Al-Bekri et Al-Idrisi, fournissent des précisions sur les acheteurs de l'or soudanais.
Au IXe siècle, le Ghana est l'un des trois États les plus organisés d'Afrique, avec Gao et le royaume du Kanem-Bornou. Le commerce de l'or y attire de nombreux marchands d'Afrique du Nord, qui veulent le contrôle sur les mines. Au XIe siècle, les souverains ghanéens étendent leur empire jusqu’à l’Atlantique et prennent aux berbères la ville d'Aoudaghost, aux confins du Sahara. La capitale du Ghana, Koumbi-Saleh est édifiée près des centres aurifères du Bambouk et du Bouré. Au milieu du XIVe siècle, 70 % de l'or acheminé en Occident provient de ce qui est devenu l’empire du Mali. Le pèlerinage en Égypte de l’empereur Kankan Moussa frappe les contemporains par la profusion d’or distribuée.
Les Almoravides tribus berbères Sanhadjas qui nomadisent dans le désert entre Sénégal et le sud du Maroc, en passant par la Mauritanie dirigées par Abu Bakr Ibn Omar al Lamtouni puis Youssef Ibn Tachfin, se sont emparés du riche royaume aurifère du Ghana, remontant les pistes caravanières, jusqu'au Tafilalt dans les années 1050. La carte tirée des travaux de Vitorino Magalhaes Godinho, reprise par Fernand Braudel, trace les parcours des caravanes de chameaux, au départ de Tombouctou, Gao et Ouadane, ainsi qu'une ville du nom de Ghana, à 60 kilomètres à l'ouest de Tombouctou.
Une très forte concentration de mines d'or est localisée à l'ouest des villes de Mali et Niani, ainsi qu'en Haute-Volta et dans le nord de la Côte d'Ivoire. L'État almoravide maîtrise les flux de l'or, contrôle les zones de production et les voies d'acheminement, du Ghana au bassin méditerranéen. La "Côte de l'Or" guanéenne développa une « civilisation de l'or » qui déborda sur la Côte d'Ivoire à la faveur des migrations de diverses factions du royaume ashanti.
Au Moyen Âge, les arabes chantaient aussi la richesse en or du Soudan, arrivant par Le Caire, grand fournisseur de toutes sortes de marchandises à l'Occident, via les ports italiens. Au XIIIe siècle les États européens en pleine croissance économique eurent un besoin pressant en métaux précieux. La cité italienne de Gênes capta la plus grande partie de l'or africain venant du Soudan, qui servit de palliatif aux déficits temporaires ou prolongé des mines d'or d'Europe de l'Est, en particulier au XVe siècle, ou de régulateur lorsque les différentiels de production entre l'or et l'argent menaçaient de créer une instabilité monétaire en Europe.
L'or du Soudan a incité les Portugais à conquérir le port de Ceuta, point d'arrivée du commerce de l'or transsaharien. Sur les régions d'Afrique noire d'où provenait le métal, ils recueillirent de précieuses informations. La tentation fut forte d'établir un contact maritime pour dévier le commerce des caravanes du Soudan occidental et des musulmans de Berbérie. Après des décennies de reconnaissance de la côte occidentale de l'Afrique, le voyage de Vasco de Gama, en 1498-1499, finit par consacrer son contournement par le cap de Bonne-Espérance. 
Au XVIe siècle, les voies maritimes surclassent les routes anciennes du Sahara.

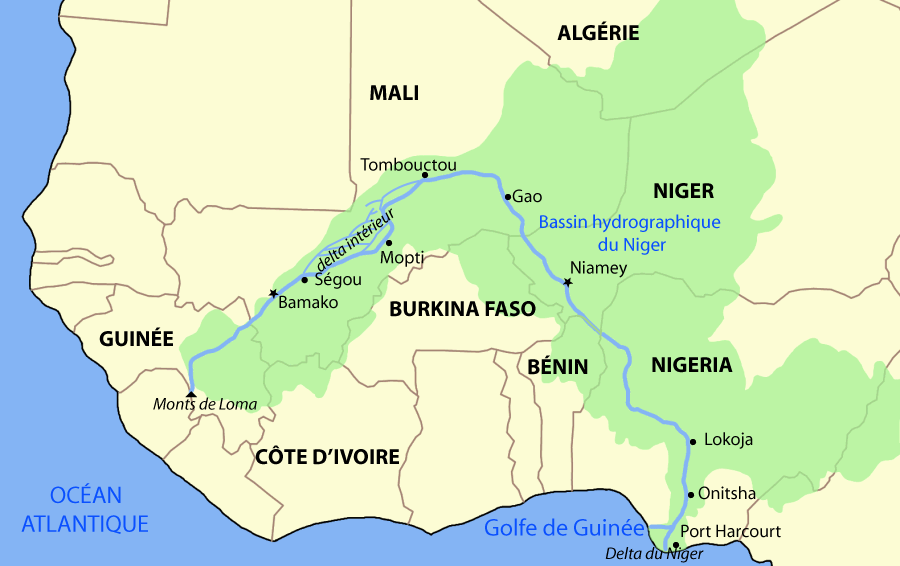
Tombouctou sur le fleuve Niger.

## Les mines d'or, moteur de l'expansion européenne

### Lesmandingueset les européens sur la côte de l’or du Guana
Au Ghana, le commerce encouragea l'apparition d'États Akans sur la route menant aux mines du sud, à travers la forêt, peu peuplée jusqu'à la fin du XVe siècle, lorsque quelques groupes Akan s'y installèrent avec des plants de sorgho, de banane et de manioc. Au début du XVIe siècle, des sources européennes mentionnent l'existence d'États riches en or dans la haute vallée de l'Ofin (Guana). Les Akwamu vivaient vers les mines d'or de Birin. À la même époque, les Mandingue, des cavaliers venant du Mali, qui avaient fondé les États Haoussas dans le nord du Nigéria et près du lac Tchad, émigrèrent vers le sud-ouest et s'imposèrent aux peuples indigènes du nord du Ghana et du Burkina Faso. Ils y fondèrent les états de Dagomba et de Mamprusi, et influencèrent le développement du royaume Gonja.
Le premier État Akan date du début du XVe siècle, sur le territoire du futur royaume ashanti. Les Dioula, commerçants de race mandingues venaient y acheter l’or. Les autres mandingues s’inquiétèrent quand la quantité d’or que le royaume de Bono fournissait aux Dioula diminua. La raison était l'arrivée de nouveaux acquéreurs sur la côte, les Portugais, en 1471. À leur arrivée, ils rencontrent différents royaumes africains dont certains contrôlant d'importants gisements d'or. En 1482, les Portugais construisent le château d'Elmina, « la mine » en portugais, premier établissement européen sur la Côte de l'Or.
Ce n'est que plus tard, au XVIIe siècle, qu'apparaitront sur la côte le royaume Denkyira et au nord, le royaume Ashanti et son premier souverain Obiri Yeboa, dont le successeur Osei Tutu remporta une série de victoires contre les États voisins, grâce aux armes à feu fournies par les Européens. C’est lui qui reçut du ciel, par l’intermédiaire d’un devin célèbre, Okomfo Anokaye, le trône d’or, symbole de la puissance des rois ashanti, sur lequel était répandu le sang des prisonniers capturés au combat et sacrifiés. L'archéologie montre qu'à l'origine, les forts des Européens sur le littoral ont souvent été bâtis pour d'autres commerces que les esclaves, notamment l'or, et seront reconstruits ou renforcés au fil du temps.

### La Guinea Company anglaise, à Komenda et Kormantin
La Guinea Company est fondée en 1618 à Londres pour le commerce sur les côtes d'Afrique. Dirigée à partir de 1625 par Nicholas Crisp, elle construit des forts sur la Gold Coast à Komenda et Kormantin, en contrôlant une quinzaine de bateaux. Le bénéfice tiré des importations d'or à Londres, pour son compte, se serait élevé à 500 000 sterling dans les 11 à 12 ans qui ont suivi l'année 1632.
En 1631, face aux critiques, une nouvelle charte est signée par Charles Ier, créant la "Company of Merchants Trading to Guinea", qui reprend en fait les mêmes actionnaires. La concession de 31 ans va du cap Blanc au cap de Bonne-Espérance. Peu après, l'histoire de la Barbade est marquée par le décret de 1636 sur l'esclavage à vie, autorisant la traite négrière. En 1640, le parlement britannique, désormais contrôlé par les puritains, reproche au roi l'enrichissement de ses proches et les plantations en Irlande. Il accuse la Guinea Company de participer à la traite négrière.
La découverte en 1999, sur un site ayant appartenu à Nicholas Crisp, des vestiges d'une manufacture d'objets en verre probablement destinés à l'Afrique a renforcé la probabilité que la compagnie ait participé à la traite négrière. Ces objets sont les mêmes que ceux retrouvés en Amérique et au Ghana, sur la Côte-de-l'Or.

### Les mines à ciel ouvert découvertes par Christophe Colomb dans la vallée de Cibao
Arrivé au Nouveau Monde, Christophe Colomb découvre des indiens en possession d'or. Lors de son deuxième voyage, en 1493, il explore Hispaniola et observe le lavage d'or dans les rivières. La seule carte connue du découvreur signale la mine d'or de Cibao à l'intérieur des terres. Alonso de Ojeda a découvert ce gisement d’or en 1494, dans la vallée du Cibao, au cœur de la chaîne de montagnes qui coupe l'île en deux. L'énorme gisement de roches volcaniques contient du cuivre, du zinc, de l'argent et de l'or. Il fonde La Isabela, première colonie du Nouveau monde, aujourd’hui en ruines et difficile d’accès. La deuxième, Santiago de los Caballeros, au sud de Puerto Plata, a prospéré. C'est la plus ancienne ville coloniale du continent américain. Un an plus tard, Pablo Belvis arrive d'Espagne avec une grande quantité de mercure pour l'amalgamation. Les premières pépites sont offertes au pape et consacrées à la dorure d'un dôme de cathédrale en Espagne. Une cathédrale de l'Immaculada Concepcion de La Vega sera érigée près de Cibao dès 1512.
Entretemps, en 1494, Christophe Colomb ordonne de construire une forteresse dans la vallée du Cibao, au sud de Puerto Plata, pour protéger la mine d'or à ciel ouvert de Pueblo Viejo, longtemps considérée comme la plus grande du monde. En 1495, la bataille de la vallée de La Vega Real a pour enjeu le contrôle de la vallée. L'armée espagnole envoyée par Christophe Colomb affronta 5 000 Taïnos sous les ordres du cacique Gatiguana. Selon la légende, la nuit précédant la bataille, la Vierge de Las Mercedes est apparue aux Espagnols, leur garantissant la victoire. C'est aujourd'hui la patronne de la République dominicaine.
La vallée est parsemée de nombreuses villes fortifiées destinée à protéger les mines d'or et d'argent à ciel ouvert, dont Cotui, qui s’appelait à l’époque Las Minas, fondée en 1505 par Rodrigo Mejía de Trujillo, sous l'ordre du gouverneur espagnol Nicolás de Ovando.

### L'or du Darién et du Choco, nouvelle promesse décue
Les Espagnols ne purent jamais tenir les promesses des mines de Cibao, pas plus qu'avec « l'or des incas », même en quadrillant toute l'Amérique du Sud à sa recherche. L'importation d'or en provenance des Amériques est d'environ 1,6 tonne par an sur la décennie 1493 à 1502, puis elle chute de 70 % dès la décennie suivante. Une fois les mines d'or devenues inexploitables, la plupart des Espagnols partirent pour Cuba ou le Darién, en 1510, puis le Mexique en 1519. 

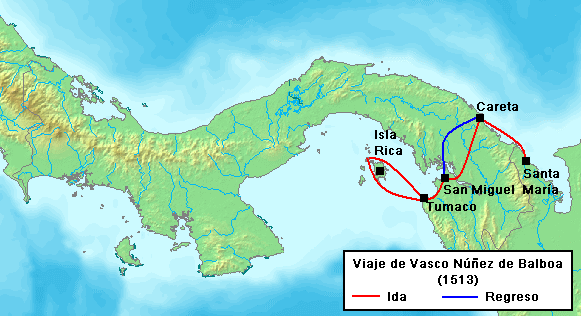
L'expédition de Balboa vers le Pacifique 1513 (aller en rouge, retour en bleu).

Dénoncé en 1502 par Francisco de Bobadilla, qui a aussi accusé Colomb de trafic d'or avec les Amérindiens, Rodrigo de Bastidas est déclaré innocent et Madrid lui octroie une rente annuelle sur la production du Golfe d'Uraba, qu'il a découvert en 1501, en Colombie.
En 1508, Alonso de Ojeda et Diego de Nicueza ont l’autorisation de conquérir la « Tierra Firme », divisée en deux parties : la 'Nouvelle-Andalousie' – l’actuelle Colombie –, à l'est du rio Atrato, et la Castille d'Or, ou Veraguas, à l'ouest, côté Panama. Ojeda et son lieutenant François Pizarre fondent San Sebastian d'Uraba en 1510, avec cinq caravelles et 500 hommes, mais se heurtent aux indiens : seulement 42 survivent et Alonso de Ojeda meurt. L'arrivée de Vasco Núñez de Balboa, plus diplomate, permet de fonder en 1510 Santa Maria la Antigua del Darién, à l'est du golfe d'Urabá, puis de découvrir en 1513 l'océan Pacifique, en descendant le Rio Chuchunaque, grâce aux indiens.
Vasco Núñez de Balboa ayant usurpé les charges de Diego de Nicueza, en 1514 Madrid nomme gouverneur de Castille d'Or Pedro Arias Dávila, l'époux d'une amie intime de la Reine. Avec 19 navires et 1500 hommes, il fonde Acla, à 100 kilomètres au nord de Santa Maria la Antigua del Darién. Son lieutenant Tello de Gusman découvre en 1514, le site du futur Panama, en face de Nombre de Dios, où Diego de Nicueza s'était réfugié en 1510. Son autre lieutenant Gonzalo de Badajos est défait par un millier d'indiens réunis par le cacique Parié.
Vasco Núñez de Balboa, qui s'était fait offrir des quantités d'or par les indiens Kunas, est parti sur le Pacifique, pour gagner le Pérou. Pedro Arias Dávila le rattrape en 1519, puis le fait décapiter. Mais l'or du Darién se révèle difficile à localiser et extraire, le long du Río Atrato, confondu avec le Rio Choco, source d'or située plus au sud, vers Antioquia. Les indiens se révoltent, s'enfuient, sont victimes d'atrocités dont témoigne Bartolomé de las Casas. En 1517, Charles Quint autorise l’importation de 15 000 esclaves noirs, pour la production d'or. La plupart fuient dans la jungle. La production espagnole remonte à une tonne d'or, sur la décennie 1511-1520, mais chute ensuite.
Les indiens Kunas harcèlent la colonie, rapidement abandonnée en 1524 pour Panama, fondée 200 kilomètres au nord, en 1519, par Pedro Arias Dávila. La région du golfe d'Urabá, Acla comprise, est désertée par les Espagnols, qui craignent les révoltes des Indiens des Sambres et celle des noirs marrons du grand palenque de San Basilio, à 60 kilomètres de Carthagène des Indes. Plus à l'est, ils ont aussi des problèmes pour localiser et extraire l'or, sous les attaques des indiens : en 1531 Charles Quint doit concéder le Venezuela au banquier Bartholomé Welser, avec l'obligation d'introduire « 50 maîtres mineurs » allemands. En 1535, ils sont déjà tous repartis. Caracas ne sera fondée qu'en 1567, par Diego de Losada, avec l'aide de Flamands.
Entre-temps, vers 1520, Pedro Arias Dávila a chargé Diego de Albitez de reconstruire, Nombre de Dios, fondée en 1510, où arrivent une partie des esclaves noirs, mais sans trouver beaucoup d'or non plus. La plupart fuient également dans la jungle, où leurs descendants aideront en 1575 les corsaires Francis Drake et Guillaume Le Testu.

## Entre la fin duXVIIesiècleet auXVIIIesiècle, l'activité minière reste centrée sur les Amériques

### La famine monétaire des années 1680 à 1720 stimule la production d’or
L'argent métal éclipse l'or grâce à l'énorme production du Potosi (en Bolivie), qui atteint 7 à 8 millions de pesos par an à la fin du XVIe siècle, décline légèrement après 1605, mais se maintient entre 1650 et 1680. L'or ne suit pas : après 1645, le poids d'argent extrait chaque année sur la planète dépasse celui de l'or dans la proportion de 60 à 1. 

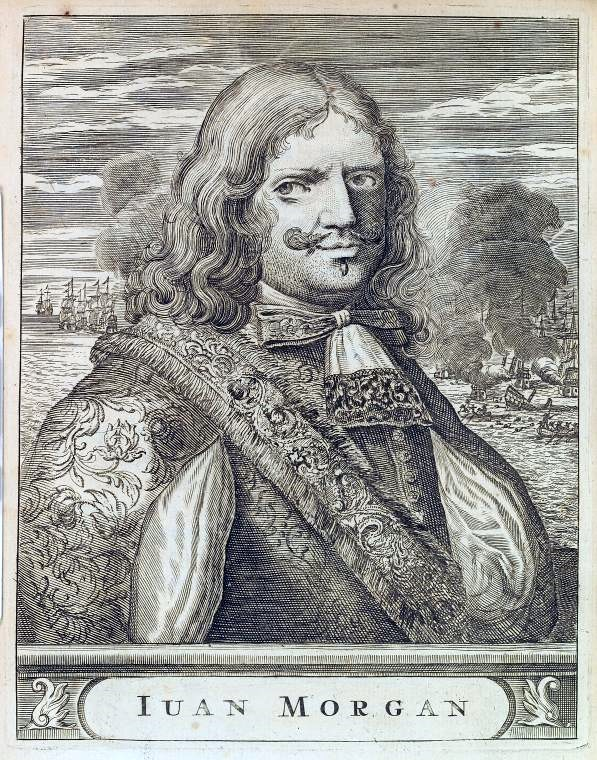
Sir Henry Morgan.

Mais la piraterie désorganise le circuit monétaire de l'argent espagnol. Henry Morgan attaque Cuba en 1668, Maracaibo en 1669 et Panama en 1671. Plus grave, les pirates français du Rendez-vous de l'île d'Or terrorisent la côte Pacifique, via le Rio Chuchunaque, puis participent à l'expédition de Carthagène en 1697, tandis que les terribles corsaires malouins passent le Cap Horn à partir de 1700. Le commerce mondial, relancé par la révolution financière britannique de 1688, souffre d'une « famine monétaire », aggravée par la campagne de retrait des métaux précieux organisée par les orfèvres londoniens, en profitant de la décision anglaise de refondre la monnaie d'argent pour éliminer les contrefaçons. Ils combattent ainsi la création de la Banque d'Angleterre, qui leur fait concurrence. La crise monétaire anglaise des années 1690 voit la guinée d'or passer de 22 shillings à 30 shillings, et l'argent rester instable :

« Les marchands européens, pour poursuivre leur profitable commerce d'Asie, sont eux-mêmes à la merci des arrivées à Cadix de l'argent américain, toujours irrégulières, parfois insuffisantes. L'obligation de trouver à tout prix les espèces nécessaires au commerce asiatique ne peut être ressentie que comme une servitude. De 1680 à 1720 en particulier, le métal se fait relativement rare, son prix sur le marché dépasse le prix offert par les hôtels de monnaies. Le résultat, c'est une dévaluation, de fait, des monnaies décisives, le florin et le sterling, et une dégradation pour la Hollande ou l'Angleterre des terms of trade avec l'Asie. »

— Fernand Braudel, Civilisation matérielle, économie et capitalisme.
Le manque de monnaie pour importer des textiles donne même sa chance au coton européen. Cette famine monétaire stimule la recherche d'or et l'investissement dans les mines de Santa Cruz de Cana (Panama) et du Minas Gerais brésilien, qui produit 9 tonnes d'or par an en moyenne dans les années 1720, grâce aux pompes à eau de Thomas Newcomen, soit 3 fois plus que lors des vingt années précédentes. Le succès de l’or brésilien intéresse l’Angleterre, qui signe avec le Portugal le traité Methuen, le 27 décembre 1703, permettant d’enrichir ses négociants.

### Le Minas Gerais produit15 tonnespar an vers 1740 et 80% de l'or mondial jusqu'en 1820

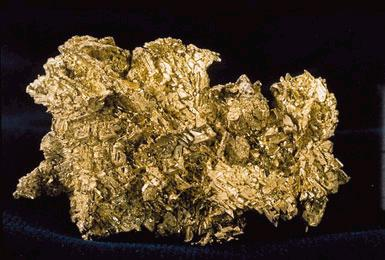
Pépite d'or.

Les Espagnols n'ont ramené d'Amérique latine que 330 tonnes d'or pour l'ensemble du XVIe siècle. L'argent représentait 97 % de leurs importations de métaux précieux. Ce sont les Portugais qui ont extrait l'essentiel de l'or. Plus de 1 200 tonnes d'or ont été extraites des mines du Minas Gerais brésilien entre 1700 et 1820, soit 80 % de la production mondiale. La mine d'or de Passagem (pt) est la plus ancienne. Malgré une première découverte d'or dès 1693, de violents conflits obligent à attendre les années 1720 pour atteindre 9 tonnes d'or par an. Auparavant, la production du Minas Gerais, ne dépasse pas 2 ou 3 tonnes d'or par an. 

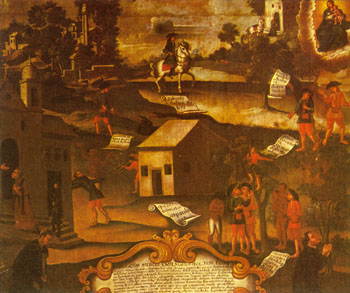
Peinture représentant la guerre des Emboabas.

La région dépendait de la capitainerie de São Vicente. La Chambre de São Paulo émit le 7 avril 1700 une requête exigeant son annexion. En 1707, deux chefs paulistes furent lynchés par les "emboabas", surnom donné aux Portugais, parmi lesquels Manuel Nunes Viana, propriétaire de lucratives mines. Par peur d'une vengeance, ils s'enfuirent. En 1708, l'affrontement armé reprit. Manuel Nunes Viana fut banni du district de Rio das Velhas, mais les "emboabas" contrôlant deux des trois centres miniers, ils le proclamèrent gouverneur. Les derniers Paulistes reculèrent vers Paraty et São Paulo. Le roi du Portugal créa des fonderies royales. Tout l’or extrait devait y être fondu, en retirant du poids total les 20 % (quinto = cinquième) correspondant à l'impôt. La ville d'Ouro Preto, appelée Vila Rica, est fondée le 8 juillet 1711 sur plusieurs collines aux pentes raides, à la suite de la découverte d'or dans les rivières. Dès 1750, elle compte plus d'habitants que Rio de Janeiro ou New York, puis 80 000 personnes en 1760 contre 40 000 aujourd'hui. Sa richesse lui permit de construire une multitude d'églises baroques, décorées par l'architecte-sculpteur Aleijadinho. Mariana est fondée la même année à 14 kilomètres, deux siècles avant Belo Horizonte, capitale régionale. La production d'or culmina à 14,5 tonnes d'or par an entre 1740 et 1760, grâce à l'afflux de mineurs et aux techniques modernes pour creuser en profondeur, comme les pompes de Thomas Newcomen. Mais le gisement commence à s'épuiser : la production d'or retombe à 10 à 11 tonnes d'or par an entre 1760 et 1780. Entre 1800 et 1820, elle est encore d'environ 3 tonnes par an.

## LeXIXesiècleet l'explosion de la production mondiale

### Les concessions-loteries en Géorgie des années 1830 et laPiste des Larmes
En 1799, Conrad John Reed, âgé de 12 ans, trouve "une lourde pierre jaune", pesant 7 kilos, le long de "Little Meadow Creek" dans le Comté de Cabarrus, au sud-ouest de la Caroline du Nord. Il en fit une cale pour la porte de sa maison. Son père se rend en 1802 au marché de Fayetteville, pour montrer le morceau de métal mystérieux à un orfèvre, qui en fait un lingot d'or valant vingt et un mille francs. La première fièvre de l'or aux États-Unis est lancée. L'or est à seulement trois mètres sous terre, associé à de la chrysocolle. La localité est baptisées "Bull of Gold mines", le taureau des mines d'or. En 1824, le site emploie une centaine de personnes. 
Un peu au sud, un autre site aurifère est découvert en 1827 par Benjamin Parks, dans le comté de Lumpkin, près de Dahlonega, sur la façade ouest des Appalaches, en Géorgie. Les premières mines n'ouvrent vraiment qu'en 1829, avec l'afflux des colons à l'automne. Le 1er août 1829, le Georgia Journal, de Milledgeville, informe ses lecteurs qu'un "gentleman des plus respectables" a découvert deux mines d'or, permettant à la région aurifère de s'étendre à la Géorgie. Niles Register rapporte la présence de 4 000 mineurs sur la rivière Yahoola au printemps 1830. Nuckollsville est rebaptisée Auraria (Georgie) et compte un millier d'habitants en 1832, le comté de Lumpkin en ayant 5 000. Sa capitale, Licklog, est rebaptisé en 1833 Dahlonega, du terme Cherokee tahlonega, qui veut dire "doré". Un hôtel des monnaies s'y installe dès 1830 et frappe 100 000 dollars la première année. Il produira 1,5 million de pièces d'or, pour une valeur totale de 6 millions de dollars, avant de fermer en 1861.

Emblème de la nation Cherokee.

La plus grande partie des colons blancs arriva dans les années 1832 et 1833, à l'occasion de loteries permettant d'attribuer des terres. Le site se trouve pourtant sur les terres ancestrales des indiens Cherokee, qui sont déplacés de force vers le Territoire Indien, en Oklahoma. Un journaliste Cherokee du Cherokee Phoenix, Elias Boudinot, se plaint que « nos voisins qui n'accordent aucun respect ni attention à la loi (...) font de nous un peuple abusé ». Cette déportation du peuple Cherokee, au cours d'un hiver particulièrement froid, en 1838-39, est appelée Piste des Larmes. Près de 4 000 Cherokee moururent lors du voyage, soit un cinquième de la population. Le célèbre John Ross (chef cherokee), métis de sang écossais, tenta de s'y opposer. Cette déportation ne fit pas pour autant la fortune des orpailleurs blancs. Dès le début des années 1840, la production d'or diminua fortement. De l'or fut ensuite découvert en Virginie, sur une modeste surface, aux environs de Frederickburg, Spottsylvania, et Louisa.
Lors de la nouvelle de la ruée vers l'or en Californie de 1848, le docteur Matthew Stephenson, organisa une réunion à Auraria (Georgie) pour discuter d'un projet de voyage en Californie, devant 200 mineurs. Il désigna le "Findley Ridge", juste au sud de Dahlonega, pour affirmer qu'il contenait plus d'or que la Californie, mais ne parvint pas à décourager les mineurs de partir. Un groupe de Cherokee, parmi lesquels Lewis Ralston et le pasteur John Beck, fit le voyage par les fleuves. Le 21 juin 1850, à hauteur du Colorado, ils identifièrent un gisement, le Ralston Creek. Le pasteur John Beck en conserva une trace dans son journal personnel. Et en 1857, au moment de s'installer dans l'Oklahoma avec d'autres cherokee venus de Géorgie, il écrivit à ses amis de l'expédition de 1850 pour leur proposer de retrouver le site de Ralston Creek. Partis de Géorgie en février 1858 et menés par William Greeneberry Russell, ils découvrirent de l'or en juillet, lançant la ruée vers l'or de Pikes Peak.

### La "Specie Circular" d'Andrew Jackson précède la "Panique de 1837" et le "Bank Charter Act"
La Specie Circular américaine est une ordonnance prise par le président américain Andrew Jackson en 1836 pour favoriser la conquête de l'Ouest : les acheteurs de terrains publics doivent payer en or, ce qui augmente sa demande et son prix. Objectif, doper la prospection minière à l'ouest du Mississippi. Cette mesure émanait du populiste Thomas Hart Benton. Selon lui l'étalon-or favorise les petits fermiers et commerçants de l'Ouest alors que le papier-monnaie seraient favorable aux citadins de l'Est.
La Specie Circular est le produit de la ruée vers l'or de Géorgie, qui a montré la puissance d'attraction du métal précieux sur les candidats à la conquête de l'ouest. Elle ravive les vieux souvenirs de la crise monétaire anglaise des années 1690 et contribue fortement à la panique de 1837. Ce premier grand krach de l'histoire des bourses de valeurs, à l'origine de la troisième version du Bank Charter Act anglais, celle de 1844, qui va dans le même sens, en prévoyant que chaque billet de banque émis par la Banque d'Angleterre soit garanti par un stock d'or de valeur équivalente, ce qui provoquera très vite la ruée vers l'or en Californie de 1848.
L'autre volet de la réforme est la création de la Monnaie de La Nouvelle-Orléans, fierté des sudistes lors de la guerre de Sécession, qui a produit plus de 427 millions de pièces de monnaie d'or et d'argent, ensuite fermée pendant la période qui suivit la guerre de Sécession, connue sous le nom de « Reconstruction » du Sud.

### Avec28 tonnespar an, l'Oural et l'Altaï représentent la moitié de l'offre mondiale en 1847
Pendant longtemps, la Russie fut importatrice de métaux précieux : la balance commerciale russe, excédentaire, a injecté un minimum de circulation monétaire – argent d'Europe, or de Chine – sans lequel l'activité commerciale aurait été freinée. Mais à partir des années 1730, les fourrures du Canada concurrencent leurs équivalentes russes. C'est alors que « le cycle minier débute et que se construisent barrages, roues de moulins, martinets, forges et fours », pour alimenter l'Europe en métaux précieux et remplacer les fourrures, cet « or mou de Sibérie ». « Il est arrivé par les derniers traineaux, dit la Gazette de France du 4 avril 1772, reprenant des nouvelles de Saint-Pétersbourg, une quantité considérable d'or et d'argent des mines de Sibérie, de la région de Nertchinsk et des montagnes de l'Altaï », au sud-est de la Sibérie.
L'exploitation de l'argent-métal dans l'Altaï atteint son apogée dans les années 1760. Ensuite « une étrange, une fantastique ruée vers l'or s'organise durant les 50 premières années du XIXe siècle » raconte l'historien Fernand Braudel. L'argent-métal d'une douzaine de mines de l'Altaï est traité chimiquement pour en séparer l'or, qui avait trouvé dès le siècle précédent ses premiers débouchés en France. La ruée vers l'or de l'Altaï et la ruée vers l'or de l'Oural, se font alors une course poursuite. Dès 1824, 15 mines de l'Oural produisent 206 pouds d'or (un poud est égal à 16 kilos) soit plus de 3,3 tonnes, quantité qui déjà augmenté de 40 % en 1827. En 1837, l'Altaï donne 160 pouds d'or et l'Oural deux fois plus, soit presque 5 tonnes à lui seul. En 1842, un bloc d’or de 36 kilos d'or est même trouvé près de Miass, ville de l'Oural créée en 1773, pour l'extraction de minerai de cuivre. Mais en 1844, on découvre dans l'Altaï des couches de sable d'or du même type que celles de l'Oural. Résultat, en 1845, l'Altaï produit 16 tonnes d'or contre 5 tonnes pour l'Oural.
L'année 1847 est le point culminant de la production de l'or en Russie. L'administration des mines affiche un chiffre de 28,5 tonnes pour le total de l'Oural et de l'Altaï, soit près de la moitié de la production d'or mondiale. Cette année-là, Michel Chevalier, qui venait de remplir une mission en Russie pour le ministre français des affaires étrangères, évaluait la production annuelle de l'or dans le monde à 63,2 tonnes et celle de l'argent à 875 tonnes, soit 25 tonnes d'argent de moins mais 30 tonnes d'or de plus qu'au début du XIXe siècle, la Russie ayant fait doubler l'offre aurifère. La ruée vers l'or en Californie bouleverse ces chiffres l'année suivante.
Le rattrapage rapide de la production d'or est lié à la demande des banques centrales pour constituer des stocks permettant d'accompagner l'émission de billets de banque, alors en pleine expansion, même si en 1848, la masse monétaire cumulée de la France, l'Angleterre et les États-Unis se compose encore à 63 % d'espèces métalliques et seulement à 20 % de billets de banque. Ensuite, la décroissance de l'or russe concerne surtout l'Altaï, les extractions d'or dans l'Oural s'étant même légèrement accrues après 1848.

### La Californie attire300 000prospecteurs pour80 tonnesd'or par an
La Ruée vers l'or en Californie fut la première d'envergure mondiale. De 1848 à 1856, elle fournit en moyenne 300 à 400 millions de francs d'or par an et attire plus de 300 000 aventuriers. Un tableau publié par le Times en mai 1852 évalue la production mondiale à 42,8 tonnes, soit 147 millions de francs, sans inclure les 80 tonnes d'or de Californie, estimées à 367 millions de francs, du 1er avril 1849 au 31 décembre 1850 par le San Francisco Herald et 329 millions de francs par le ministère du commerce français.

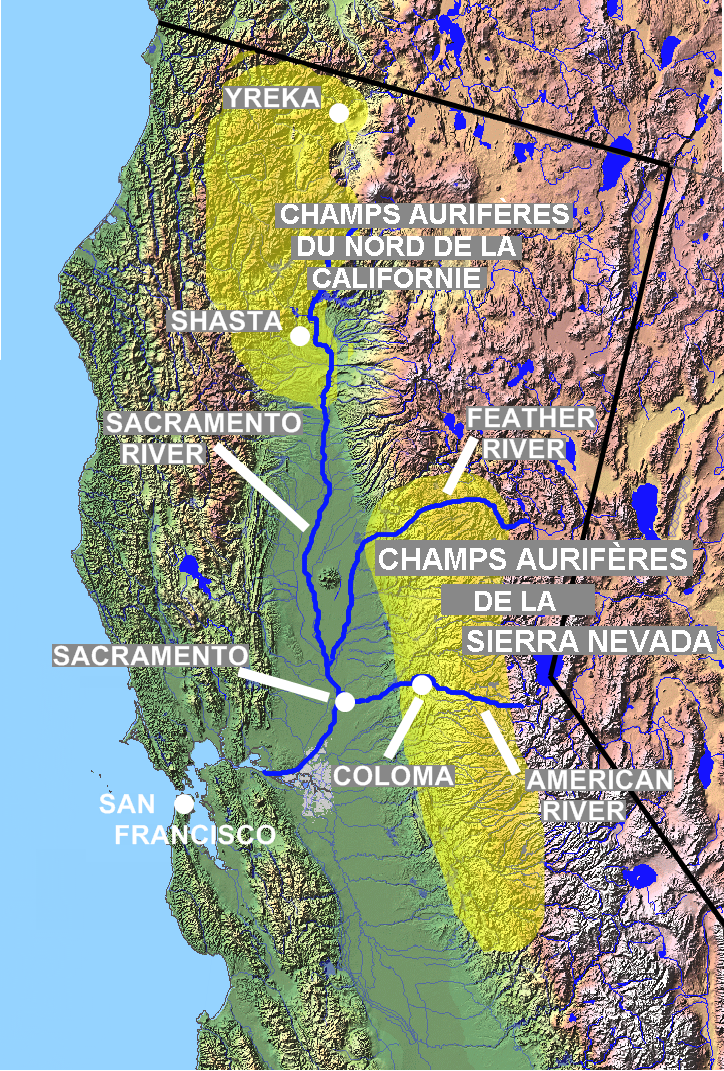
Champs aurifères de la sierra Nevada et du nord de la Californie.

Tout commence le 24 janvier 1848 dans la scierie du pionnier suisse John Sutter, près de Coloma. Le propriétaire, craignant l’impact sur son projet d'empire agricole, appelé Nouvelle-Helvétie, voulut cacher la nouvelle. Mais la rumeur est confirmée en mars 1848 par l'éditorialiste et homme d'affaires Samuel Brannan. Le 19 août 1848, le New York Herald est le premier journal de l'est à en parler. Le président américain confirme six mois après dans un message au congrès.
Les premiers chercheurs d'or sont informés par les bateaux. Fin 1848, seulement 6 000 sont parvenus en Californie. Début 1849, la rumeur a fait le tour du monde, en commençant par les régions minières mexicaines de Sonora. De 70 000 à 90 000 immigrants arrivent en 1849, dont la moitié par la mer, 50 000 à 60 000 d'entre eux étant probablement américains. Les premiers européens n'arrivèrent que fin 1849, après le Printemps des peuples,. San Francisco multiplie sa population par 25, de 1 000 habitants en 1848 à 25 000 en 1850 et devint une forêt de mâts : des centaines de navires abandonnés sont transformés en entrepôts, magasins, tavernes, hôtels et prisons. Les infrastructures sont partout saturées. On vit dans des tentes, des huttes, des cabines prélevées sur des navires… mais on peut gagner six ans de salaire en six mois. Pour éviter les 33 000 km de voyage par le cap Horn, sur 5 à 8 mois, certains franchissent la jungle de l'isthme de Panama par mules et canoës, en une semaine. Beaucoup empruntent la California Trail du Missouri à la Californie.
Une autre ruée vers l'or se produit au nord de la Californie : la découverte en 1851 de pépite d'or à Yreka draîne des milliers de prospecteurs par la Siskiyou Trail. De l'or fut aussi trouvé au sud de la Californie dès 1842, au Rancho San Francisco mais en quantité moindre.

### L’Australie extrait500 tonnesen six ans et quadruple son nombre d’habitants entre 1851 et 1870
En 1839, le savant polonais Stréletski visite la Nouvelle-Galles du Sud et adresse un rapport au gouverneur, transmis au ministre des colonies à Londres. Le « pape » de tous les géologues anglais, Sir Roderick Murchison, est frappé de la ressemblance de certaines roches envoyées avec celles qu'il vient lui-même d'étudier dans l'Oural, en compagnie des savants De Verneuil et Keyserling. Edward Hargraves, un anglais ayant participé à la ruée vers l'or en Californie, remarque une similitude entre les roches des deux régions. Il découvre le 9 mai 1851 dans le bassin de la rivière Macquarie des traces d'or et demande 12 500 francs au gouverneur de la colonie pour révéler l'endroit. Des officiers anglais, excités par l'appât du gain, partent dans l'intérieur des terres. Hargraves désigne le lieu de la découverte, dans les montagnes près de Bathurst, à 70 lieues à l'ouest de Sydney. À la tête d'une compagnie de mineurs, il est nommé "commissaire des Domaines de l'État". L'endroit fut baptisé d'Ophir. Quelques jours après, il y avait plus de mille mineurs sur les lieux.

Évolution de la richesse du minerai d'or dans différents pays. Lors de sa découverte, la richesse du minerai australien (jaune) est exceptionnelle.

De nouvelles mines sont découvertes à Beechworth, Ballarat et Bendigo, en Nouvelle-Galles du Sud, puis dans le Victoria, qui totalise un tiers de la production d'or mondiale. La maison Samuel Montagu devient dès sa naissance la première banque de l'or. Entre 1851 et la fin des années 1860, le pays vit une métamorphose complète : 190 millions de livres d'or extraites par une population d'aventuriers, premier chemin de fer, premières lignes télégraphiques et... l'apparition de racisme. En 1852, déjà 370 000 immigrés sont là. Les Chinois arrivent en 1854, ce qui entraîne émeutes, taxes d'entrée, meurtres et ségrégation, et pèse sur les fondements politiques de l'Australie blanche. À l'apogée du mouvement, deux tonnes d'or par semaine sont vendues au Trésor de Melbourne. En six ans, le pays produit 500 tonnes d'or et accueille 1 250 000 immigrants. La population quadruple en vingt ans : 405 000 habitants en 1850, 1 146 000 en 1860, 1 600 000 en 1870. Melbourne, ville-champignon, devient centre de la colonie grâce aux réseaux ferroviaires. Les chercheurs d'or introduisent le droit de vote à bulletins secrets et une réforme agraire.

### La flambée de l'or pendant la guerre de sécession américaine
La guerre de Sécession américaine est le théâtre d'une flambée de l'or, qui voit son cours tripler en deux ans, pour passer de 20 dollars l'once à un pic de près de 60 dollars. Les États du Nord ont des difficultés pour financer la guerre, car ils doivent emprunter de l'or pour rembourser leurs emprunts en or, comme c'est la tradition. En décembre 1861 : les rumeurs de soutien militaire anglais aux sudistes font grimper l'or et en janvier 1862 : le New York Stock Exchange organise ses premières ventes d'or car aucun marché existe. Les dépenses militaires anticipées augmentent avec la résistance du sud puis la campagne du Mississippi, qui débute lorsqu'en avril 1862, l'amiral nordiste David Farragut s'empare de la Nouvelle-Orléans. Dès le début 1862, les États du Nord décident de rembourser aussi en billets de banque, pour perturber la spéculation sur l'or. Chaque fois que les armées du Nord perdent une bataille, le cours de l'or grimpe en anticipation d'une guerre plus longue, pour redescendre en cas de victoire, malgré l'autorité du président Lincoln. Le 11 septembre 1862 voit la fondation de la Bourse des valeurs de San Francisco pour les mines d'or puis d'argent : c'est le début de « l'or papier ».
Le New York Stock Exchange prend alors son nom officiel le 29 janvier 1863 pour agir « patriotiquement » et interdire les ventes à terme d'or, sur une échéance de 60 jours, puis pendant un mois toutes les opérations, ce qui fait chuter les échanges et la volatilité. Le gouvernement décide ensuite de taxer les opérations sur l'or à plus de trois jours.
Au printemps 1863, les menées du général sudiste Lee vers la forteresse de Gettysburg font atteindre un sommet de 285 dollars au lot de 100 dollars d'or puis le 3 juillet 1863 : Wall Street apprend avant Abraham Lincoln la défaite des sudistes, principal tournant de la guerre, à la bataille de Gettysburg[réf. nécessaire]. Le 12 octobre 1863, les traders du NYSE s'installent dans une salle destinée aux échanges sur l'or au « Merchants' Exchange » de Samuel S. Gilpin, au 26 Exchange Place. Dès novembre 1863, le New York Times mentionne des échanges d'un nouveau marché boursier, le « Public Stock Board » dans un hôtel de la 5ème Avenue puis, en mars 1864, une partie des courtiers de ce « Public Stock Board » crée un nouveau marché appelé « Open Board of Stock Brokers » et en octobre 1864, des pratiques contestées et la hausse des volumes amène un groupe de traders à quitter ce marché pour former le New York Gold Exchange, premier du genre.

### Les autres ruées vers l’or de l’ouest américain

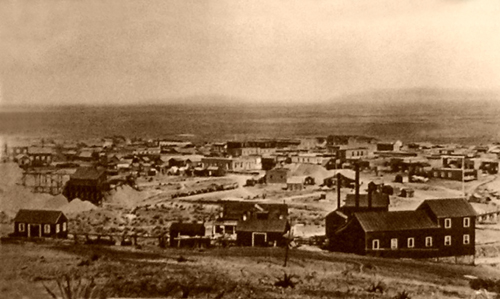
Tombstone en 1881.

La panique financière de 1857, causée par l'épuisement plus rapide que prévu des gisements russes, australiens et californiens, cassa l'énorme spéculation boursière déclenchée par leur découverte. Des milliers de chômeurs devinrent chercheurs d'or par nécessité et foncèrent au Colorado (1858), en Colombie-Britannique (1858 également), puis en 1859 au Nevada et en 1862 au Montana.
La conquête de l'Ouest eut pour moteur la prospection minière, grâce à une meilleure connaissance du potentiel géologique. Les concentrations en minerais d'or, d'argent ou de cuivre proviennent de la cristallisation de solutions hydrothermales, lorsqu'une plaque océanique passe sous une plaque continentale. Les roches plus riches en filons sont soulevées. Puis l'érosion les décape, jusqu'à l'affleurement des filons. Arrachés, des fragments d'or ou d'argent sont entraînés par le ruissellement au pied des montagnes. Loin de représenter une barrière comme le furent les Appalaches, les montagnes Rocheuses deviennent un immense mirage.
Des villes-champignons, futures villes fantômes, naissent dans une dizaine d'États de l'ouest des États-Unis. Parmi les milliers de mines ouvertes au Nevada, Comstock Lode, à l'origine de Virginia City (30 000 habitants), ou Goldfield, à 1 800 mètres d'altitude, au milieu du désert avec 30 000 habitants en 1906. Bodie et ses 10 000 habitants en 1880, dans la Sierra Nevada, fut la deuxième ville de Californie puis progressivement abandonnée. Les ruines de Rhyolite, à l'entrée de la vallée de la Mort, qui eut en 1907-1908 entre 8 000 et 10 000 habitants) ont servi de décor au film The Island. La ruée vers l'or de Pikes Peak génère la création du territoire du Colorado le 28 février 1861. Environ 100 000 chercheurs d'or fondent 250 villes fantômes. Appelés Fifty-Niner, il se déplacèrent partout dans l'ouest, épuisant rapidement l'or alluvionnaire. Certains accusèrent les indiens de leur voler du bétail, dans l'espoir de modifier les frontières des réserves, fixées lors du Traité de Fort Laramie (1851). À Smoky Hill River, au Kansas, une nouvelle piste menant aux gisements entraîne des accrochages avec les indiens refusant le traité de Fort Wise, qui divise leur territoire par treize. En 1864, le major John Chivington attaque un village d'Arapahos et de Cheyennes, à Sand Creek, tuant 150 Indiens, et relançant les guerres indiennes. Dans les années 1860, la découverte de filons d'argent dans l'Ouest américain rend ce métal surabondant, lui faisant perdre sa valeur monétaire.
En Arizona, le relais de l'or est pris par le cuivre à Bisbee, Clifton et Jerome Junction (Arizona), par l'argent à Calico et Tombstone, fondée en 1879 par le prospecteur Ed Schieffelin, puis siège du comté de Cochise en 1882, avec 5 000 à 15 000 habitants. Éloignée du chemin de fer, privée d’eau, elle subit la fusillade d'OK Corral le 26 octobre 1881 et les mines déclinèrent, ramenant en 1900 la population à 700 habitants. Calico, née en 1881, comptait 1.200 habitants, pour 22 saloons et 500 mines d’argent, puis devint ville fantôme dès 1907.
L'industrialisation des mines s'accélère en 1873 : leur production dépasse celle de l'or alluvionnaire. Dès les années 1880, les aventuriers s'effacent devant des industriels recourant aux études géologiques, puis en 1887 au procédé de la cyanuration, qui permet de récupérer jusqu'à 97 % de l'or, au lieu de 60 % à 75 % avec le procédé traditionnel de l'amalgamation au mercure. Pour être rentable, il exige de grands volumes de minerais. Dès le début du XXe siècle, l'essentiel de la production des Amériques revient aux grandes compagnies, comme Newmont Mining et Homestake Mining.

### L'or, vainqueur de la guerre de Sécession, et l'agonie du bimétallisme
La guerre de Sécession pressure le budget fédéral des États-Unis, privé des recettes fiscales des états du sud et grevé par les dépenses militaires. Dès décembre 1861, les épargnants craignent que les déficits n'entraînent le recours à la planche à billet : ils retirent leurs dépôts des banques à New York. Le secrétaire au Trésor Salmon P. Chase créé alors le "greenback", un billet de banque de un dollar, convertible en bons du Trésor et non plus en or. La guerre génère 450 millions de "greenback". Le Trésor américain a des réserves d'or et surtout d'argent, mais les épargnants restent méfiants. Dès 1864, une pièce en or d'un dollar vaut 1,85 fois un "greenback". La guerre de Sécession a exacerbé une formidable préférence pour l'or et une défiance pour le papier-monnaie chez les épargnants de la côte Est, qui craignent l'inflation.
En 1865, le nouveau secrétaire au Trésor Hugh McCulloch prend le contre-pied de son prédécesseur. Par le Contraction Act, il retire 44 millions de "greenback" du marché, déclenchant en 1867 une récession économique, mal ressentie cette fois dans le grand Ouest, où l'inflation de la guerre de Sécession avait au contraire eu le mérite d'effacer les dettes des fermiers et des petits entrepreneurs sans fortune.
Autre catastrophe pour les milliers de mines artisanales de l'Ouest, plus riches d'argent-métal que d'or, l'abandon de la libre frappe de la monnaie en 1873 : l'argent-métal, jugé trop abondant, est démonétisé. Un National Greenback Labor Party, défenseur du bimétallisme or-argent, obtient 21 élus au congrès en 1878, en dénonçant ce "crime de 1873" et le Contraction Act. Il boycotte les presses fédérales de monnaie, jugeant le prix officiel (seize gramme d'argent pour un gramme d'or) inférieur à celui du marché mondial, et obtient le "Bland-Allison Act" de 1878. Chaque mois seront frappées 2 à 4 millions de dollars de pièces d'argent. Autre succès, Washington s'engage par le Sherman Silver Purchase Act à acheter, via des bons remboursables dans l'un des deux métaux, au moins 4,5 millions d'once d'argent par mois. Mais la spéculation sur l'or l'emporte. Le cours de l'argent est divisé par deux entre 1866 et 1900, déclenchant une crise minière sur le Comstock Lode du Nevada dès 1875. L'étalon-or, poussé par l'Allemagne, s'impose aussi au Royaume-Uni puis dans le monde entier. La Première Guerre mondiale met un terme définitif au bimétallisme. En 1944, le Gold Exchange Standard des accords de Bretton Woods définit le dollar en un certain poids d'or et les autres monnaies en dollar. Ce système explosera en 1971 : les États-Unis suspendent la convertibilité du dollar en or. Avec les accords de la Jamaïque de 1976, entre les pays du FMI, l'or perd tout rôle monétaire officiel.

### Homestake, l'exceptionnel gisement des collines noires, entraîne la bataille de Little Big Horn
La mine d'or de Homestake fut la plus grande de l'histoire de l'hémisphère nord, avec 1 130 tonnes d'or extraites en 130 ans, jusqu'à 2,5 kilomètres sous terre. Le gisement est situé au cœur des Black Hills, dans le Dakota du Sud, terres sacrées pour les Lakota depuis leur victoire sur les Cheyennes en 1776. Les non-Indiens sont exclus de la réserve Sioux depuis le traité de Fort Laramie (1868), qui a conclu la guerre de Red Cloud. 

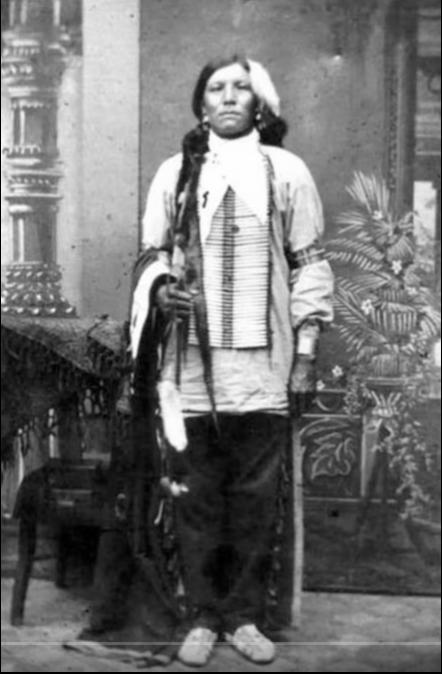
Cette photo représente ce qu'aurait pu être Crazy Horse, vu que de son vivant, il a toujours refusé de se faire prendre en photo.

Le cours de l'or monte après le Coinage Act de 1873, mettant fin au bimétallisme, d'autant que la loi monétaire allemande du 9 juillet 1873 confirme la loi monétaire prussienne du 4 décembre 1871, dans le sens de l'étalon-or. Washington a besoin d'or. Le 2 juillet 1874, le lieutenant-colonel George A. Custer quitte Bismarck (Dakota du Nord) et s'enfonce dans les Black Hills avec 1200 hommes, dont le 7e Régiment de Cavalerie, un groupe d'ingénieurs, trois journalistes, le photographe William H. Illingworth et 110 charriots. Des éclaireurs indiens l'accompagnent, menés par Bloody Knife et Lean Bear. Dans leur sillage, deux prospecteurs québécois, les frères Fred et Moses Manuel, s’affairent. Le 9 avril 1876, ils découvrent la mine de Homestake, déclenchant une ruée vers l'or dans les Black Hills. L’incapacité de l'Armée des États-Unis à s'opposer à ce viol du traité de Fort Laramie (1868), met en colère les Lakota. Tatanka Yotanka (Sitting Bull), Tašunka Witko (Crazy Horse) déclenchent la guerre des Black Hills, qui va durer jusqu'en 1882.
Au printemps 1876, la bataille de Little Bighorn voit les Sioux et Cheyennes vaincre le VIIe de Cavalerie de Custer, tuant 258 soldats. Mais à l'été et l'automne 1876, la Dull Knife Fight et la Bataille de Slim Buttes obligent les tribus Lakota à retourner dans les camps contrôlés par le Bureau des affaires indiennes. Par un nouveau traité, ils cèdent une bande de 80 km, à l'ouest de leur réserve, ce qui légalise les villes-champignon comme Custer City ou Deadwood. Certains historiens considèrent que l’administration d'Ulysses S. Grant a délibérément provoqué cette guerre, car l'or des Black Hills permit de combattre la Grande Dépression. Trois ans après l'avoir découverte, Fred et Moses Manuel vendent en 1879 la mine de Homestake, dont ils ont tiré 5 000 dollars, pour la somme de 45 000 dollars à la société Homestake Mining, qui entre à la Bourse de Wall Street la même année.

### En remontant les rivières vers le nord-est des États-Unis
Après 1862, deux nouvelles régions aurifères sont découvertes au nord des États-Unis : les territoires d'Idaho et du Montana, où prennent leur source les affluents principaux du Missouri et du Columbia. Dans l'Idaho, l'or fut repéré près de Boisé, entre l'ancien fort de la Compagnie des fourrures et la rivière Snake, le 28 juillet 1862, entraînant plusieurs incidents avec les amérindiens à l’automne. Le colonel Patrick E. Connor, avec ses volontaires de Californie, obtint la permission d'une expédition en territoire Shoshone en janvier 1863, aboutissant au massacre de Bear River : 224 indiens, dont de nombreuses femmes et enfants, furent acculés au fond d'un ravin, leurs cadavres s'entassant sur 2 mètres de haut, tandis qu'on comptait 21 morts et 12 blessés chez les soldats. Le territoire de l'Idaho fut officiellement organisé le 4 mars 1863, couvrant les États actuels de l'Idaho, du Montana et de la quasi-totalité du Wyoming, avec pour première capitale Lewiston. En 1866, Boisé était devenue une ville importante. Les prospecteurs fondèrent Bannock, Centerville et Placerville, puis Fort Lemhi, Elk City, Florence et Oro City. Le territoire du Montana fut fondé le 28 mai 1864, un an plus tard, au nord-est. Des villes-champignons s'y construisirent, permettant d'exporter pour 100 millions de francs d'or : Bannock City, Virginia City, Gallatin City, Montana City, La Barge City, Hangtown, Hell Gate, Fort Owen, Fort Colin et Mullan Pass. Les prospecteurs suivaient la piste de l'Oregon, bifurquant vers fort Bridger et fort Hall, ou bien remontaient le Missouri en bateau à vapeur jusqu'à Fort Benton.

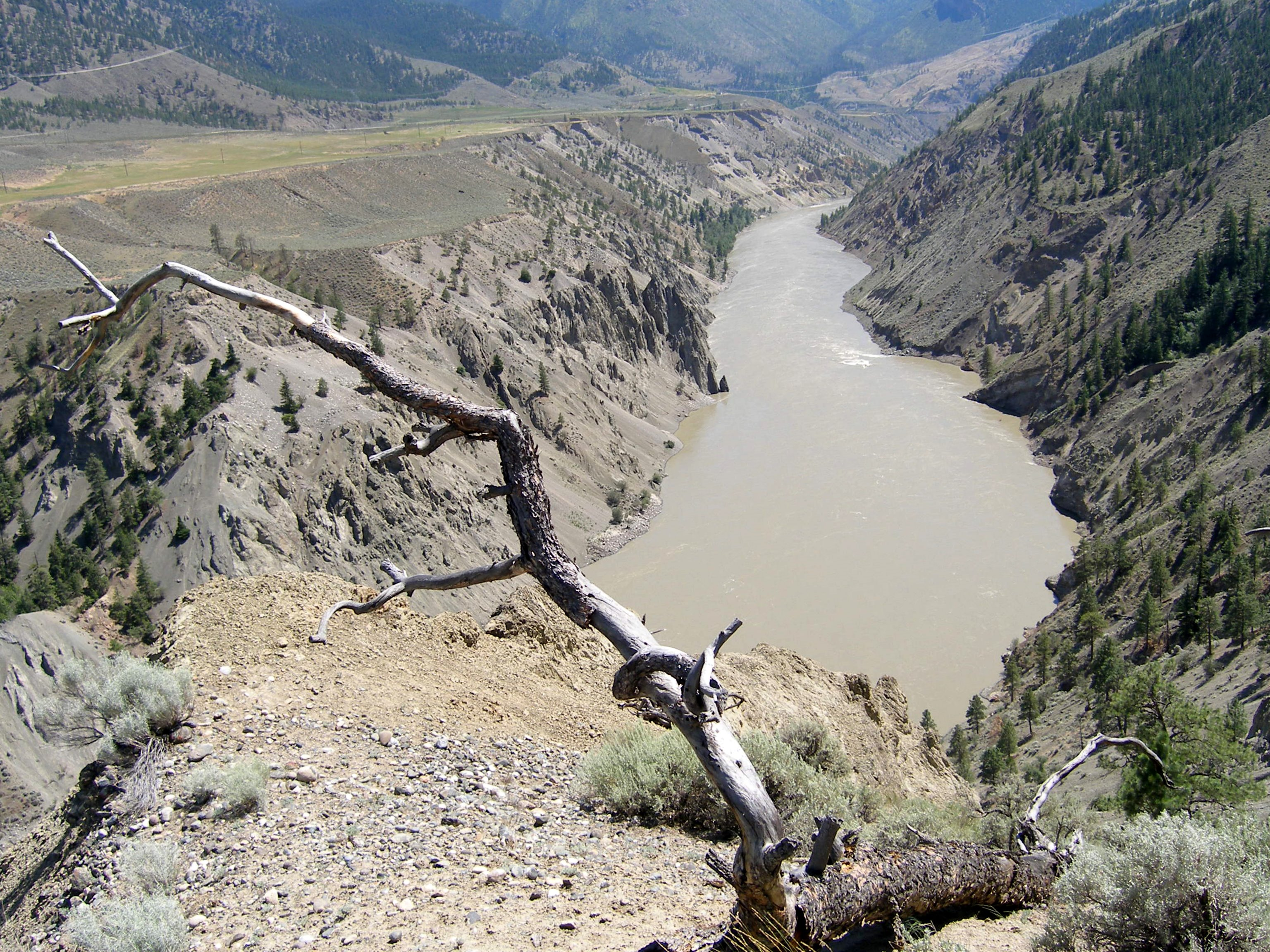
La Fraser au nord de Lillooet.

La Colombie-Britannique attira des prospecteurs dès 1852. Les bords de la rivière Snake, entre Lewiston et la Columbia, au nord du Fort Wallah-Wallah, furent aussi exploités de même que le secteur entre Port-Townsend et Olympia, près du détroit de Vancouver. Mais il fallut attendre 1858 pour la Ruée vers l'or du canyon du Fraser, qui atteint en 1861 les plus célèbres ruisseaux d'or de la province, Williams et Lightning, dans le Cariboo. Les dépôts d'or du Yukon ont ensuite été travaillés en 1880, mais il faut attendre 1896 pour que l'or soit découvert dans les secteurs tributaires de la Rivière Klondike.

### Le Klondike, découvert dans le Grand Nord en 1896
En août 1896, trois hommes descendent le fleuve Yukon vers le nord, depuis la région de Carcross. Ils recherchent George Carmack et son épouse Kate Carmack, sœur de l'un d'eux, Skookum Jim Mason, un amérindien de la nation Tagish. Après les avoir retrouvés pêchant le saumon à l'embouchure du Klondike, ils croisent Robert Henderson, originaire de la Nouvelle-Écosse, qui cherche de l'or dans l'Indian River, au sud du Klondike. Le 16 août, le groupe découvrit d'importants traces d'orpaillage dans le Rabbit Creek. L'annonce de la découverte atteignit le 15 juillet 1897San Francisco, déclenchant la ruée vers le Klondike. Le Seattle Post-Intelligencer évoque la présence d'« une tonne d'or ». En 1898, la population du Klondike atteint 40 000 hommes.
La plupart des prospecteurs débarquent d'abord à Skagway, en Alaska, ou dans la ville voisine de Dyea, à l'embouchure du canal Lynn. De là, ils gravissent le col Chilkoot, ou le col White, pour accéder au Territoire du Yukon, puis se diriger vers le lac Bennett, à la source du fleuve Yukon. Ensuite, ils construisent des radeaux qui les mènent à plus de 800 km, à Dawson City, près des gisements d'or. Pour obtenir le droit d’entrer au Canada, les prospecteurs transportent de quoi vivre pendant un an, soit environ une tonne, dont la moitié de nourriture. Au sommet de chaque col, la Police montée du Nord-Ouest s'assure du respect de la loi, pour prévenir les pénuries qui ont affamé Dawson City les deux hivers précédents. Cet emballement inspira la fameuse Ruée vers l'or de Charles Chaplin et le livre Smoke Bellew de Jack London, qui y a participé. Il s'achève à l'été 1898, après la découverte d'un nouveau filon en Alaska.

### L’or d’Afrique du Sud, exploité en profondeur, provoque la guerre des Boers

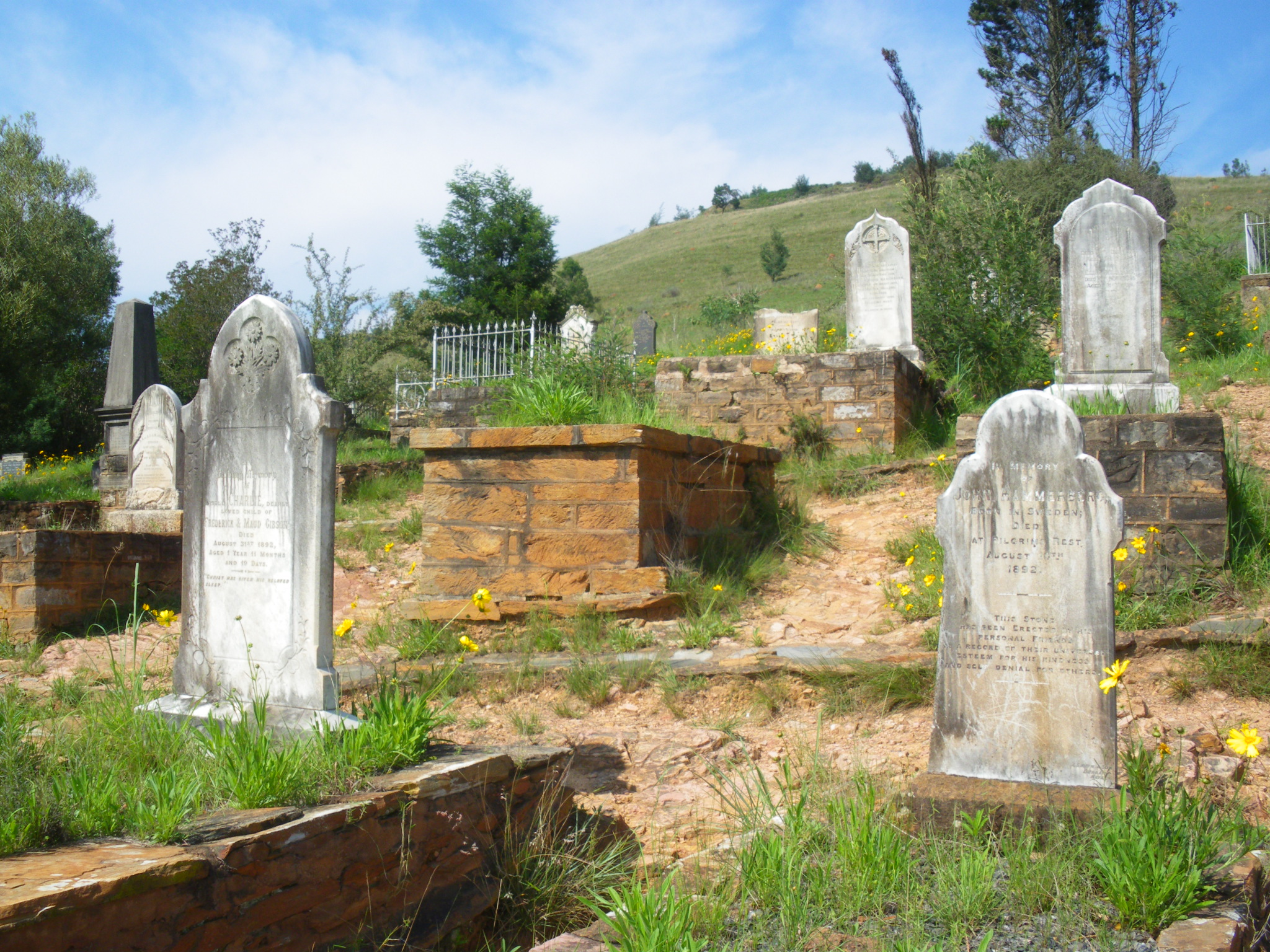
Le vieux cimetière des uitlanders chercheurs d'or de Pilgrim's Rest.

L’or a transformé l’Afrique du Sud et donné un coup d'accélérateur à l'histoire des bourses de valeurs. En 1870, seulement 45 000 blancs habitent les deux républiques boers formées au Transvaal, contre près de 200 000 dans la colonie du Cap. Des diamants ont été découverts trois ans plus tôt, dans un territoire semi-indépendant, le Griqualand-Ouest, à la frontière des deux zones. Un arbitrage international du lieutenant-gouverneur du Natal l'attribue en 1871 à Nicolaas Waterboer, chef des Griquas. À sa demande, le site est annexé à la colonie du Cap, provoquant la fureur des boers. Puis c'est de l'or qui est découvert en 1873 à Lydenburg et Pilgrim's Rest. Ce dernier village est rapidement envahi par 1 500 prospecteurs, en plein territoire boer. On trouve également de l'or dans la ville proche de Barberton en 1882.
L'annexion du Transvaal par les Britanniques en 1877 déclenche la première guerre des Boers, début 1880. L'extraction d'or chute, puis reprend son cours. Le richissime anglais Cecil Rhodes (1853-1902), premier ministre de la colonie du Cap, rachète les concessions diamantifères et contrôle dès 1885 toutes les mines de diamants de Kimberley. En 1888, il forme la De Beers, en rachetant le groupe de son dernier rival, Barney Barnato (1851-1897), qui mourra mystérieusement neuf ans plus tard. Parallèlement, de l'or est découvert en 1887 à Krugersdorp, nommée en l'honneur du président du Transvaal, Paul Kruger, puis à Johannesbourg. Du jour au lendemain, une ville champignon surgit. Ses 100 000 habitants, venus du Cap ou d'outre-mer, appelés "uitlanders", réclament l'égalité politique. Le gouvernement Boer la leur refuse et taxe lourdement l'industrie aurifère. Les "uitlanders" demandent à Londres de le renverser. Sans succès. La production sud-africaine atteint 16 tonnes d'or dès 1890.
Le "Witwatersrand", mot afrikaans signifiant « la crête des eaux blanches », est une chaîne de collines longue de 280 km et culminant à 1 800 mètres. Surnommé le "Rand", elle donnera son nom à la monnaie officielle de l’Afrique du Sud en 1961. À lui seul, ce massif produira plus au XXe siècle que tous les gisements mondiaux de tous les siècles écoulés, grâce à de nouvelles techniques minières et d’énormes investissements. Les sud-africains vont creuser jusqu'à quatre kilomètres de profondeur, comme à Val Reefs et à Tau Tona, une des trois mines de Western Deep Levels au sud de Carletonville. Trusts et sociétés minières succèdent aux artisans. La Chambre des Mines est créée en 1889. La Banque de réserve sud-africaine expédie une partie de l’or à la Banque d’Angleterre. La main-d’œuvre est recrutée jusqu’en Rhodésie.
En 1895, Cecil Rhodes appuie une tentative ratée de coup d'État, connue sous le nom de raid Jameson. Il doit démissionner. Les dividendes distribués par les mines d'or sont multipliés par sept entre 1889 et 1895. La production aurifère décolle, et représentera 670 tonnes (2 milliards de francs de l'époque) sur quinze ans, du 1er mai 1887 au 1er août 1902, soit 40 tonnes par an. Elle atteint 14,7 tonnes d'or au cours du seul mois d'août 1899. Près de 100 000 travailleurs migrants noirs sont installés sur les mines, en compagnie de plus de 12 000 blancs.
| Année                             | 1887         | 1889        | 1892        | 1894        | 1895        | 1898         |
| Dividendes distribués (en francs) | 0,53 million | 10 millions | 28 millions | 37 millions | 66 millions | 127 millions |

En mai 1899, c'est l'échec d'une conférence organisée à Bloemfontein par le président de l'État libre d'Orange, avec Lord Alfred Milner et Paul Kruger. Quatre mois après, Joseph Chamberlain exige de Kruger la complète égalité de droits pour les britanniques du Transvaal. Ce dernier donne 48 heures à Londres pour évacuer ses troupes. Kimberley et De Beers sont les enjeux de la bataille de Modder River et de la bataille de Paardeberg, au début de la seconde guerre des Boers en 1899 et 1900. Les Anglais veulent aussi le contrôle du Transvaal, où l’or est devenu une industrie majeure. Un approvisionnement régulier du stock d’or de Londres était nécessaire à Londres pour maintenir sa position de centre financier du commerce mondial.

## LeXXesiècle, entre intensification de la production et persistance de l'artisanat

### Le quasi-monopole de l'Afrique du Sud contesté par de nouvelles lois après 1980

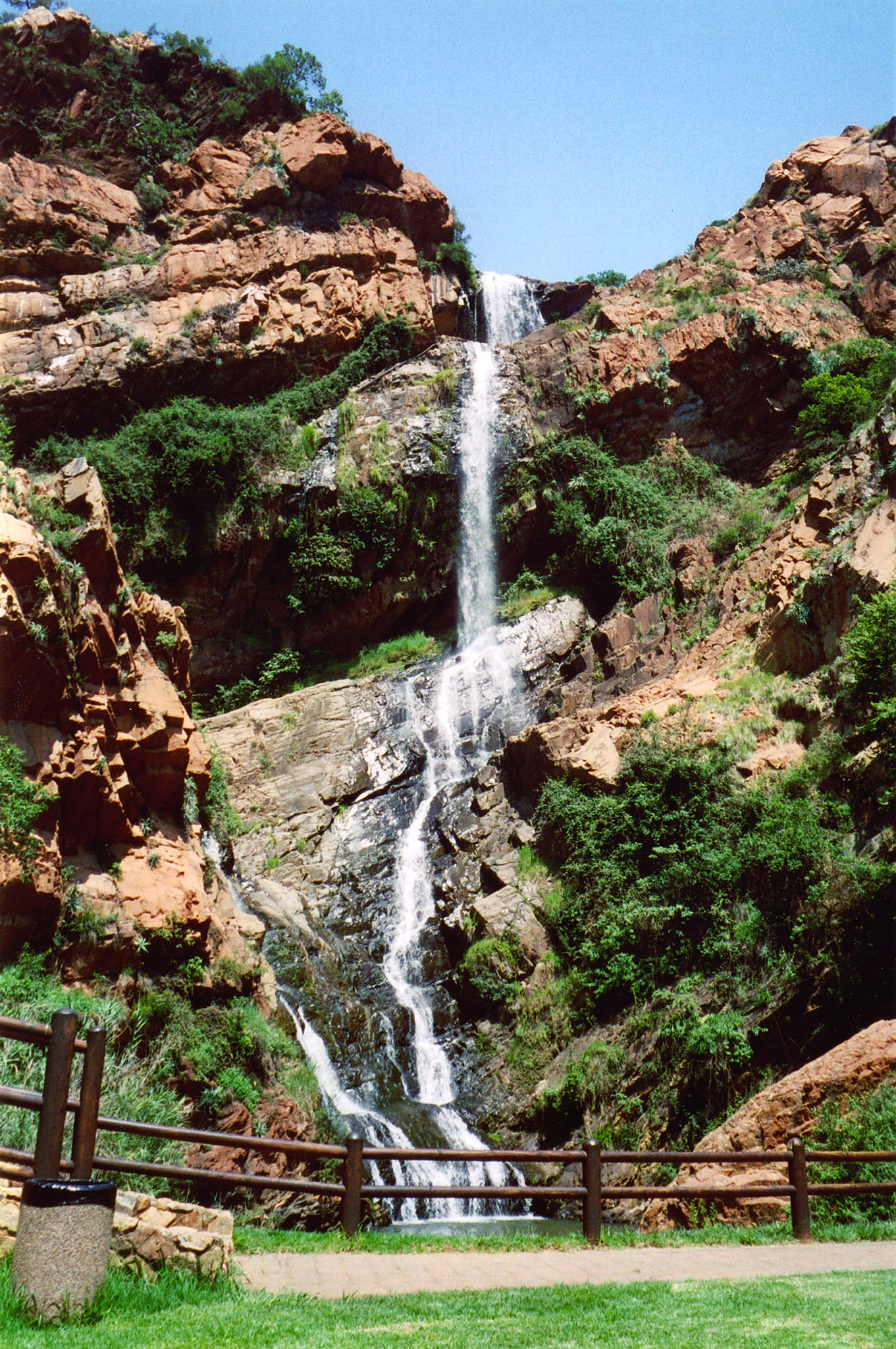
Chutes d'eau dans le jardin botanique du Witwatersrand.

Dès 1905, l’Afrique du Sud se hisse au premier rang mondial devant l’Australie. En 1913, l’or représente 45 % du PIB sud-africain, 80 % de ses exportations et 40 % de la production mondiale. De 349 000 onces (31 g l’once) en 1900, elle passe à 14,4 millions en 1941 et atteindra son niveau record en 1969 avec 31,3 millions d’onces soit 80 % de la production mondiale. En un peu plus d'un siècle, 47 000 tonnes d'or ont été arrachées au sous sol. Il en reste aujourd'hui autant à exploiter. Mais en 1996, la production d'or sud-africain ne dépassait pas 495 tonnes, le niveau le plus faible depuis 1956. Depuis, les compagnies ont engagé des restructurations, invoquant la hausse des salaires et l'épuisement de certains gisements. En 2004, la production d’or sud-africain atteint 342 tonnes, en recul de 9 % sur un an et de 70 % sur 35 ans. Les mines sud-africaines sont toujours les plus profondes du monde, ce qui en fait les plus dangereuses.
La production d'or d'Afrique du Sud a culminé en 1969 à 948 tonnes de métal fin, soit douze fois celle extraite par la Californie en 1849 au pic de la Ruée vers l'or. Au début des années 1980, environ 80 % de l'or mondial venait encore d'Afrique du Sud, procurant au pays 63 % de ses revenus miniers, très loin devant le diamant (environ 5,6 %) et le charbon (environ 11,7 %). L'Afrique du Sud concentre aussi l'essentiel de la production mondiale de nombreux métaux, dont le platine, devenu indispensable dans les années 1980 lors de l'arrivée du Pot catalytique dans l'automobile.
Ce quasi-monopole s'érode ensuite rapidement du fait de nouvelles découvertes sur les autres continents. Le second choc pétrolier a déclenché une flambée générale du cours des matières premières, dont l'or. De nombreux gisements deviennent rentables au Canada, en Australie et surtout aux États-Unis, où la législation protégeant l'environnement est assouplie par le président américain Ronald Reagan : de nombreuses mines d'or américaines à ciel ouvert, qui traitent chimiquement de grandes quantités de minerai, sont autorisées dans les années 1980. De nouvelles lois réduisent les contrôles et les obligations de recyclage du cyanure et du mercure.

### Les années 1980 voient la renaissance des mines d'or canadiennes et américaines
Le Canada avait connu en 1858 la Ruée vers l'or du canyon du Fraser : 30 000 personnes attirées en moins d'un mois en Colombie-Britannique. En 1931, le pays est encore le deuxième producteur mondial, avec 2,7 millions d'onces par an, soit 80 tonnes d'or. Mais les régions productrices ne sont plus les mêmes : un tiers vient de Kirkland Lake et un autre du reste de l'Ontario, où Placer Dome opère à Campbell, Porcupine et Musselwhite. Ensuite, la Mine Giant, découverte en 1935 près de Yellowknife, dans les Territoires du Nord-Ouest, produit 7 millions d’onces d’or entre 1948 et 1999, pour la "Royal Oak Mines" puis finit par s'essouffler : le Canada ne produisait plus que 50 tonnes d'or en 1979.
En 1989, ce sera trois fois plus : 180 tonnes par an, dont près de la moitié en Ontario, grâce à la flambée des cours mondiaux de l'or. Le Canada joue dans la reconquête aurifère des années 1980 un rôle central, basé sur l'anticipation boursière. L'engouement est dirigé par la bourse de Vancouver, qui a repris l'héritage culturel de la bourse de San Francisco, en accueillant de très nombreuses petites sociétés minières junior. Vancouver devient ainsi la capitale mondiale des sociétés encore au stade de l'exploration. Parmi elles, beaucoup prévoient de travailler dans l'Ouest des États-Unis, où les normes environnementales ont été allégées dans les années 1980, pour encourager le traitement chimique du minerai d'or extrait à ciel ouvert. L'Indonésie et l'Afrique noire fournissent aussi de gros bataillons. Ainsi, en 1997, la cotation de la mine d'or de Bre-X Busang déclencha une spéculation tellement effrénée que la société indonésienne est valorisée 20 milliards de dollars sans avoir encore extrait un seul gramme d'or. L'enquête montra que les forages de la future mine avait été "salés" frauduleusement : le site ne contenait en réalité aucun métal précieux. Ces révélations firent s'effondrer le cours de Bourse de la mine d'or de Bre-X Busang, jetant le discrédit sur la bourse de Vancouver.

### Le développement des mines africaines, par l'investissement étranger
Le continent africain détient la moitié des réserves d’or mondiales. Les normes environnementales n'y sont pas appliquées ou peu contraignantes, permettant d'exploiter à ciel ouvert du minerai à faible teneur, puis de le traiter à l'aide du cyanure et du mercure. Cinq siècles après le règne des caravanes arabes et portugaises, les faibles coûts de production découlant de ce laxisme ont attiré les trois plus grandes multinationales de l'or, omniprésentes en Afrique : AngloGold Ashanti (Afrique du Sud), Barrick Gold (Canada) et Newmont Mining (États-Unis), régulièrement dénoncées pour la pollution à large échelle et leur violation des droits de l’homme. Au début des années 2000, plus de 34 pays africains extraient de l’or, pour un total de plus de 600 tonnes par an, soit le quart de la production mondiale. Le métal vient principalement du Ghana (plus de 75 tonnes), du Mali (50 tonnes en moyenne), de la Tanzanie (idem), de la Guinée, du Zimbabwe (de 10 à 20 tonnes selon les années), de la république démocratique du Congo.
La somme des dégradations écologiques et des atteintes à la santé provoquées par l’exploitation des mines d’or à ciel ouvert - les plus polluantes - va ruiner les régions productrices pour des générations à venir, selon l'ethnologue et journaliste suisse Gilles Labarthe, spécialiste de l'Afrique. Selon lui, les nappes phréatiques polluées par le cyanure et le mercure, les normes de sécurité mal appliquées, le déplacement massif des populations locales, font de l'or africain une bombe à retardement écologique. Un rapport américain avance déjà le chiffre de 55 milliards de dollars pour réparer les dégâts.

### Les 4 géants du tournant de l'an 2000: Grasberg, Yannacocha, Goldstrike et Driefontein
Après s'être diversifié dans les années 1980 vers des mines américaines bénéficiant de normes environnementales abaissées, phénomène qui s'étendra à l'Afrique, l'exploitation de l'or s'est regroupée sur des méga-gisements profitant eux aussi d'une réglementation plus complaisante.

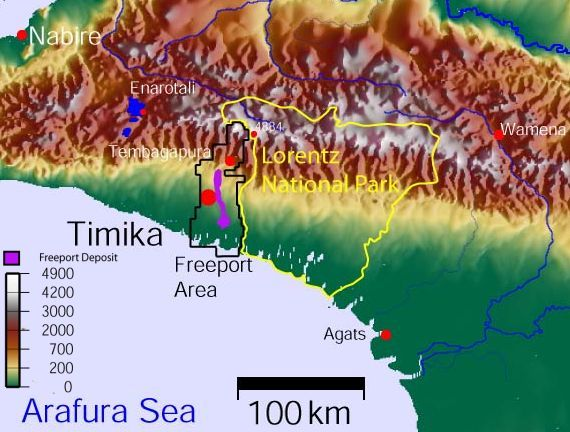
Les gisements de Freeport et le parc national de Lorentz.

Jusqu'en 1996, la plus grande mine d'or du monde était la sud-africaine Driefontein, produisant 35,7 tonnes d'or par an, pour le compte de la compagnie minière sud-africaine Gold Fields. Elle a depuis été dépassée par trois sites, la mine de Grasberg (84 tonnes d'or par an), exploitée par Freeport-McMoRan en Indonésie à près de 4 000 mètres d'altitude, en éventrant une montagne entière, la mine de Yanacocha (80,9 tonnes d'or par an), creusée au Pérou par l'Américain Newmont Mining, et celle de Goldstrike Property (Nevada), plus bel actif minier du canadien Barrick Gold, avec 52,5 tonnes d'or par an.
La mine de Grasberg est un haut-lieu de la contestation du pouvoir central indonésien par les populations locales, qui dure depuis le rattachement de la Papouasie occidentale à l’Indonésie en 1962. Des milliers de Papous ont été expropriés de leur montagne pour permettre l’exploitation de la mine, attaquée dès 1977 par l'Organisation pour une Papouasie libre (OPM). La répression militaire indonésienne tue alors 800 personnes. Depuis, la compagnie minière américaine Freeport-McMoRan possède son propre service de sécurité. L’armée indonésienne y stationne près de 6 000 hommes. En mars 2006, des manifestations d’étudiants ont eu lieu à Timika et Jayapura, pour demander la fermeture de la mine.
La roche exploitée est extraite sur une épaisseur de 300 mètres et sur une surface de 8 km2. La pluie et les écoulements naturels entraînent les particules fines dans le fleuve Aikwa, à proximité d’un des rares glaciers équatoriaux, qui sert d’indicateur des modifications climatiques. La disparition de la végétation et l’érosion ont créé des landes désolées tout autour de la mine. Des associations écologiques craignent la pollution par l'acide des rivières, du sol et des nappes phréatiques.

## XXIesiècle

### Les grands producteurs mondiaux au début duXXIesiècle
Les quatre premières compagnies d'extraction jusqu'en 2018, sont dans l'ordre du chiffre d'affaires : Barrick Gold, Newmont Mining et les sud-africaines Goldfields et AngloGold Ashanti. En 2023, après plusieurs années de mouvements sur les marchés financiers, les cinq premières compagnies productrices d'or sont Newmont Mining, Barrick Gold, Franco-Nevada (en), Polyus Gold et Agnico-Eagle.
En 2020, les cinq premiers sites miniers sont dans l'ordre de volume de production : South Deep mine (en) (Afrique du Sud), Grasberg (Indonésie), Olimpiada (Russie), Lihir (Papouasie-Nouvelle-Guinée) et 
Norte Abierto/Cerro Casale mine (en) (Chili).
La Chine, qui exploite près de 1 300 mines d'or, dont 127 sur son sol, est le premier producteur mondial en 2016, devant l'Australie et la Russie :
| Production mondiale, en tonnes | 2016  |
| Monde                          | 3 000 |
| Chine                          | 490   |
| Australie                      | 300   |
| Russie                         | 242   |
| États-Unis                     | 200   |
| Pérou                          | 150   |
| Canada                         | 150   |
| Afrique du Sud                 | 140   |
| Kazakhstan                     | 104   |
| Guana                          | 85    |
| Brésil                         | 80    |
| Indonésie                      | 75    |
| Papouasie-Nouvelle-Guinée      | 50    |

La Chine, au sein du BRICS, cherche à actualiser la dédollarisation des échanges commerciaux mondiaux, mouvement qu'elle juge irréversible : afin de favoriser l'émergence d'une nouvelle monnaie de référence, elle promeut de reinstitutionnaliser l'or comme étalon de référence.

## Les grandes périodes de l'économie mondiale
- La très forte croissance mondiale des années 1830 interrompue par la panique de 1837.
- La très forte croissance mondiale des années 1850, interrompue par le panique de 1857.
- La longue dépression 1873 à 1896 dans le sillage de la crise bancaire de mai 1873.
- La forte croissance mondiale des années 1900, interrompue par la Première Guerre mondiale.
- La très forte croissance mondiale des années 1920, interrompue par le krach de 1929.
- Grande dépression des années 1930 dans le sillage du krach de 1929.
- La forte croissance mondiale des années 1945 à 1974, interrompue par le premier choc pétrolier.